# 건설의 역사
건설의 역사는 구조공학과 같은 많은 영역과 겹치며, 건설자들이 어떻게 생활했고 그들의 성취를 기록했는지 조사하기 위해 고고학, 역사, 건축과 같은 과학의 다른 영역에 의존한다. 이 영역들은 선사시대부터 건설된 건물과 다른 구조물들, 사용된 도구, 건설 자재의 다양한 사용을 분석하게 해준다.
건물의 역사는 시대에 따라 유행이 달라지면서 진화해왔고, 사용되는 물질의 견고함, 높이와 폭의 증대, 내부 환경에 대한 통제의 수준, 건축 과정에 이용할 수 있는 에너지 등의 몇 개의 중요한 이론이 있다.

## 신석기 시대의 건설

### 신석기 시대의 건축

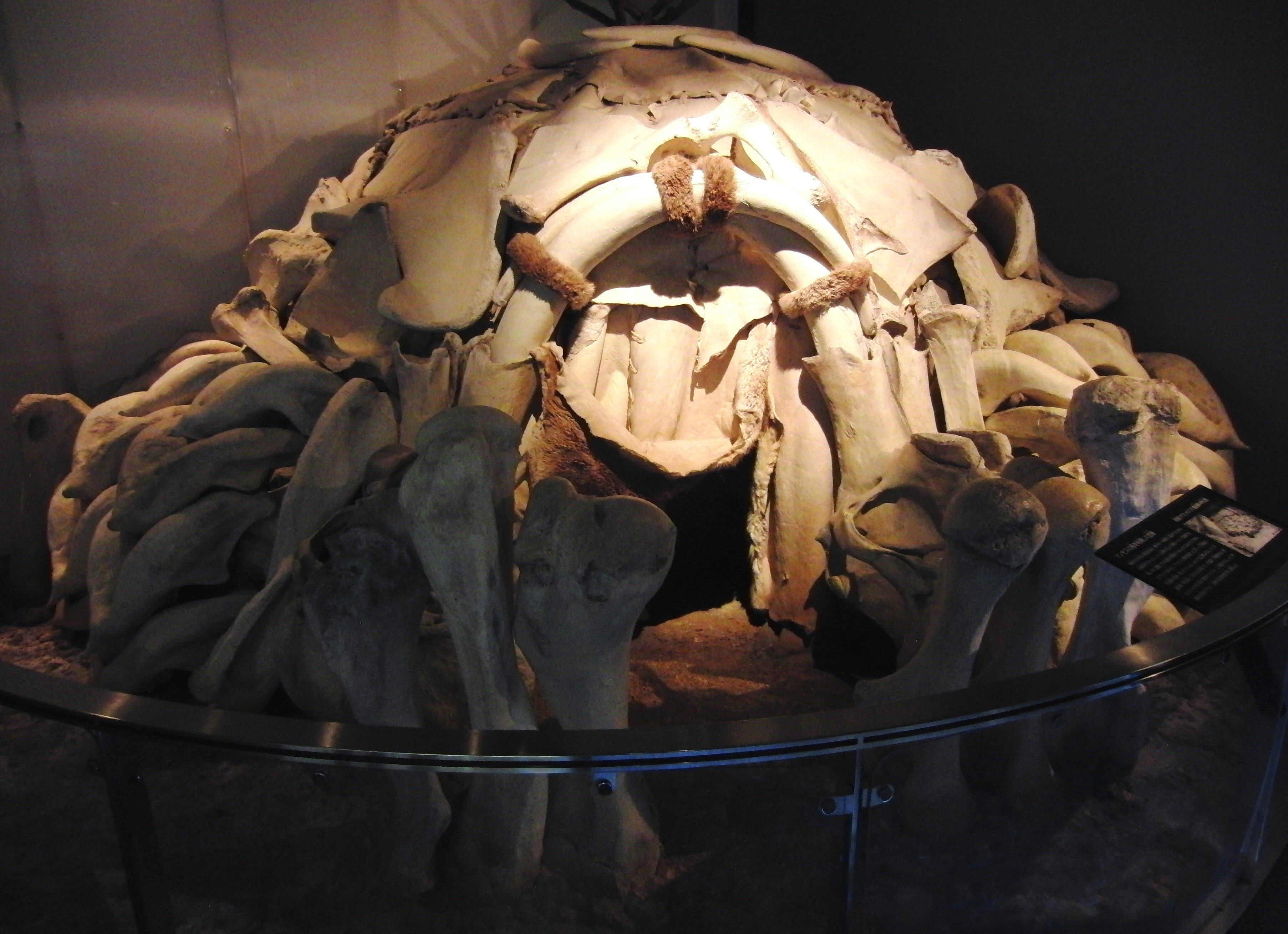
A reconstruction of a pit-house type dwelling made with mammoth bones

신석기 시대는 대략 기원전 9000년에서 기원전 5000년까지의 기간인데 이 시기가 나무를 사용하지 않은 마지막 시대이기 때문에 이런 이름이 붙었다. 이용 가능한 도구들은 뼈, 사슴의 뿔, 가죽, 돌, 나무, 풀, 동물성 섬유, 물의 사용을 포함하는 자연적인 재료로 만들어졌다. 이 도구들에는 손도끼, 찍개, 까뀌, 돌도끼 등이 있었으며 자르는 데 쓰였다. 또한 긁어내기 위해, 박편석기로 썰고, 치고, 뚫고, 굴리고, 밀고, 옮겼다.
건설 자재는 맘모스의 갈비뼈와 같은 뼈, 가죽, 돌, 금속 , 대나무, 진흙, 회반죽 등등을 포함했다. 예를 들어, 사람에 의해 만들어진 최초의 다리는 아마 단순히 물줄기를, 나중에는 통나무길을 가로질러 배치된 통나무였을 것이다. 혈거와 바위그늘 뿐만 아니라, 최초의 건물은 간단한 피난처와, 이누이트이 투피크와 같은 텐트와, 때로는 자연적 요소에 대한 보호를 충족시키기 위해 지어진 반지하식 온실로서 지어졌으며 때로는 크랜노그와 같이 안전을 위한 방어시설로서 기능하는 오두막과 같은 것이었다. 전문적인 건설자들보다는 거주자들에 의해 자급자족된 건물은, 근방에서 구할 수 있는 재료와 전통적인 설계와 방식을 통해 지어졌고 오늘날 토속건축이라 불린다.
그  단순한 피난처, 텐트는 어떠한 흔적도 남기지 않았다. 그래서 우리가 극초기 건설에 대해 약간 말할 수 있는 것은 거의 추측일 뿐이며 우리가 오늘날 외딴 곳에 사는 유목 수렵채집인과 목축인들이 피난처를 짓는 방식에 대해 알고 있는 것에 기초하고 있다. 금속 도구의 부재는 다룰 수 있는 자재를 제한 했지만, 여전히 유럽의 제일 온전한 신석기 마을인 스코틀랜드의 스카라브레와 같이 돌을 접착제 없이 쌓아 벽을 만드는 기발한 기술을 사용해 꽤나 세련된 석조 건축물을 지을 수 있었다. 나무틀이 아니라 손으로 빚어진 최초의 진흙벽돌은 신석기 후반기에 속해 있으며 예리코에서 발견되었다. 이 시기의 제일 거대한 구조물 중 하나는 신석기 롱하우스였다. 이러한 극초기 문화의 목재골조와 통나무 구조물의 모든 사례에서, 벽의 제일 낮은 부분과 말뚝구멍만이 고고학적인 발굴 작업에서 출토되었고, 이 건물들의 상부의 재건은 주로 추측에 의존했다.

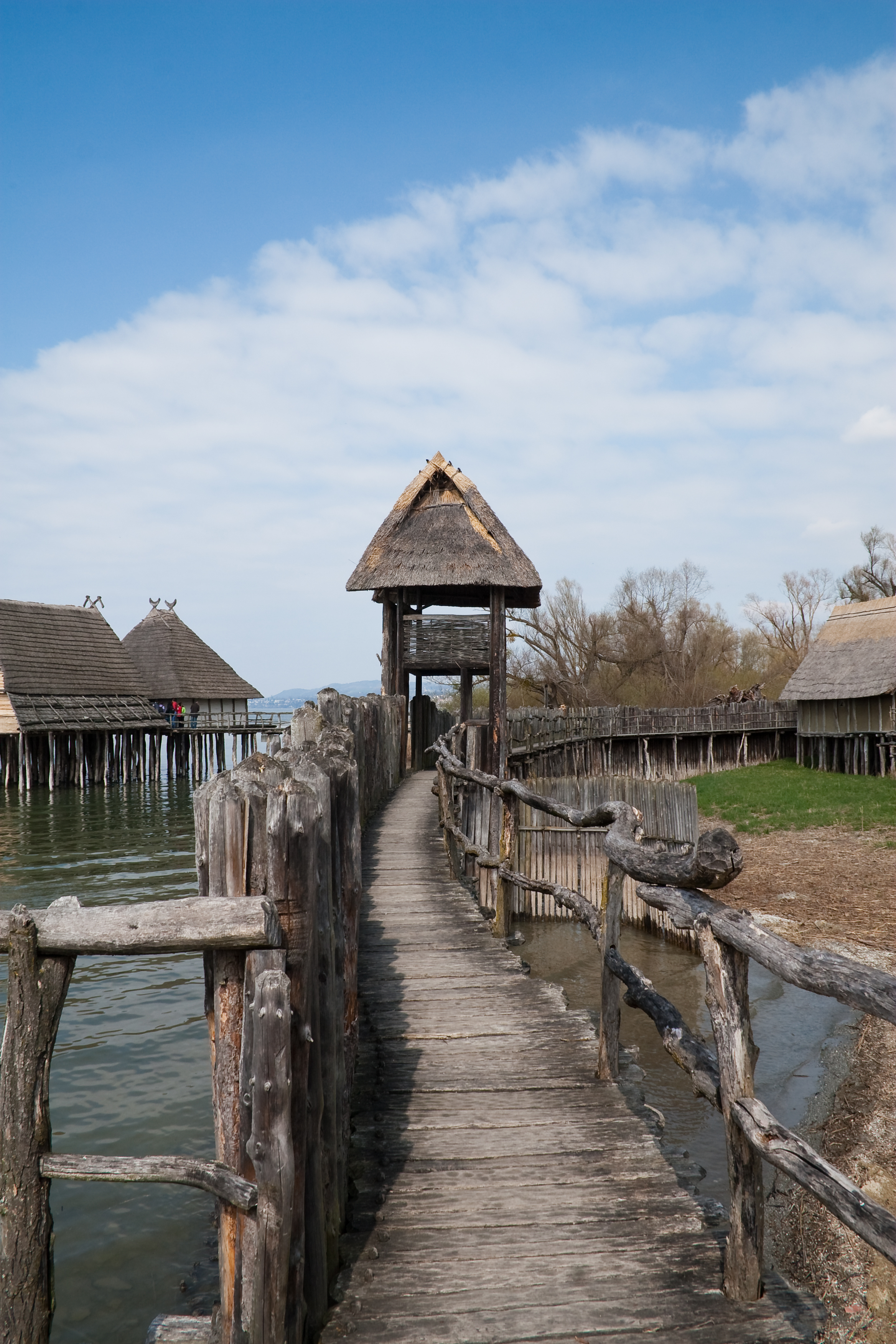
독일의 운터울딩엔 수상가옥박물관의 복원된 신석기 시대의 요새화된 마을에서 말뚝울타리장벽과 수상가옥을 볼 수 있다.

신석기의 건축의 범위는 텐트에서 거석(거대한 돌들의 배열)과 사원, 무덤, 거주지에 자주 사용된 착암건축에 이른다. 서유럽에서 제일 인상적인 신석기 구조물은 스톤헨지로 알려져 있는 상징적인 거석인데, 어떤 고고학자들은 이를 우드헨지와 같은 목조 건축의 방식이 석화를 통해 돌로 바뀐다고 생각한다.  현재 남아있는 유적지들은 기둥과 인방보 방식으로 건설되었으며 장부맞춤의 방식으로 수직으로 지지하도록 배치된 거대한 사암 상인방을 확인할 수 있다. 인방은 제혀기법을 통해 자체적으로 접합되었다. 또한 석조 구조물을 위한 사전작업의 증거가 있다. 암석의 대칭적인 기하학적 배열은 스톤헨지의 건설자들이 정교한 측량 방법을 익혔다는 것을 명확하게 나타낸다. 시골과 도시의 특징을 모두 가지는 크기가 애매한 신석기 마을들은 에리두를 필두로 한 도시들과 구분하기 위해 원시도시라고 불린다.

### 신석기 시대의 도구들

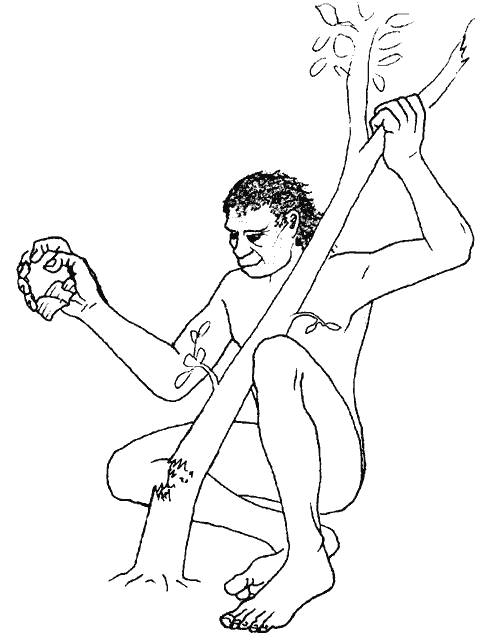
손도끼를 사용하는 남자
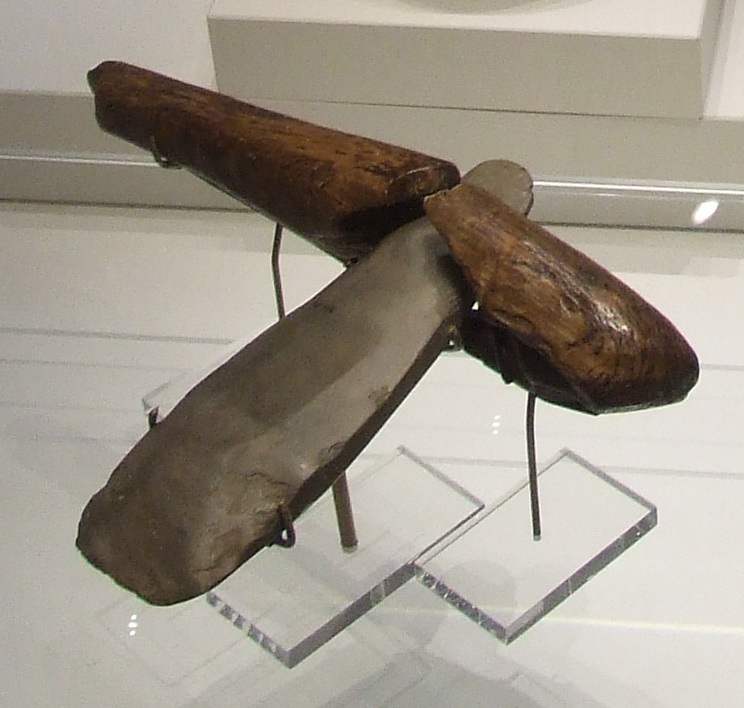
나무 손잡이가 있는 신석기식 돌도끼
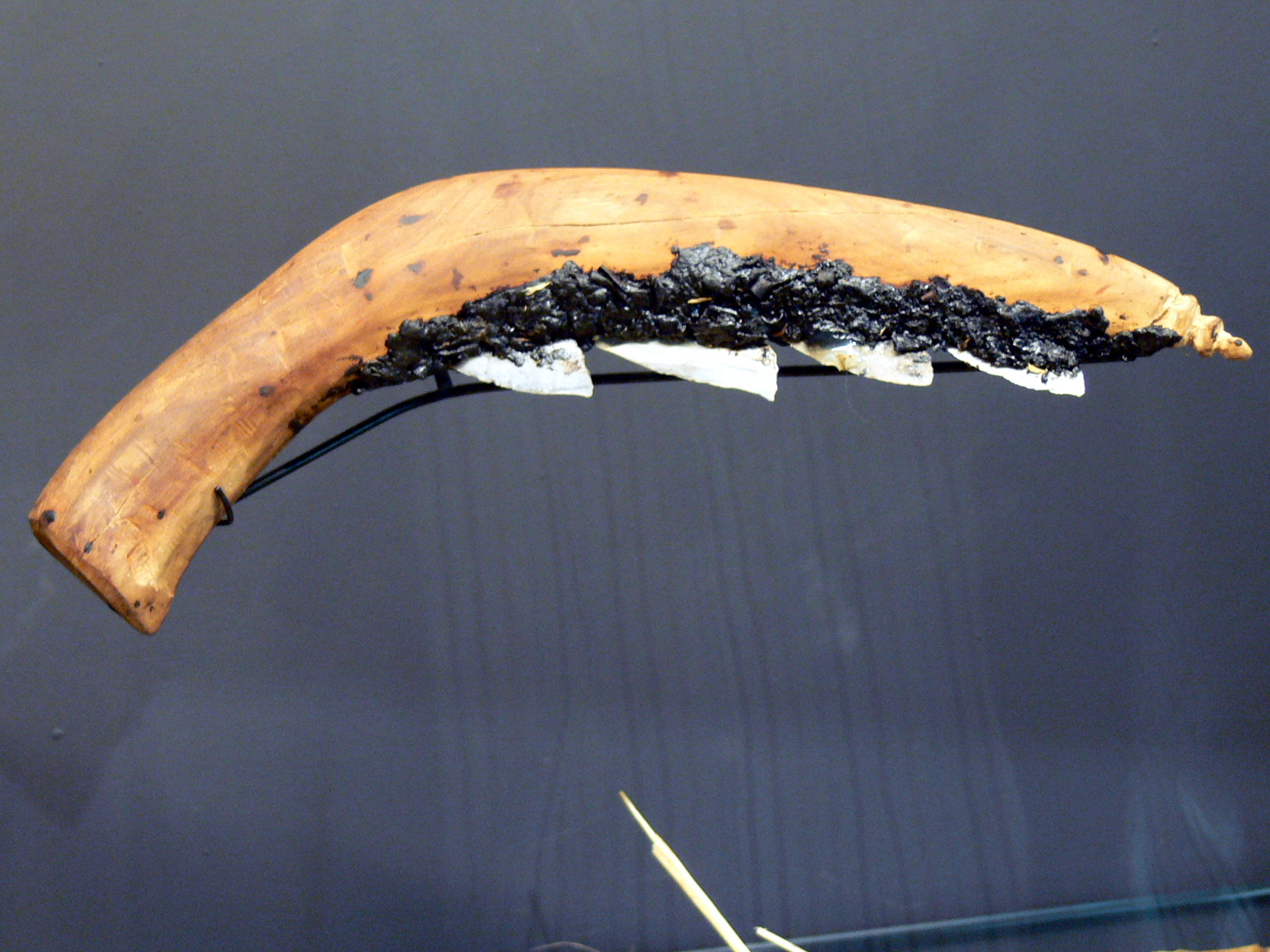
곡물을 수확하고 이엉을 긁어모으는 데 사용하는 낫
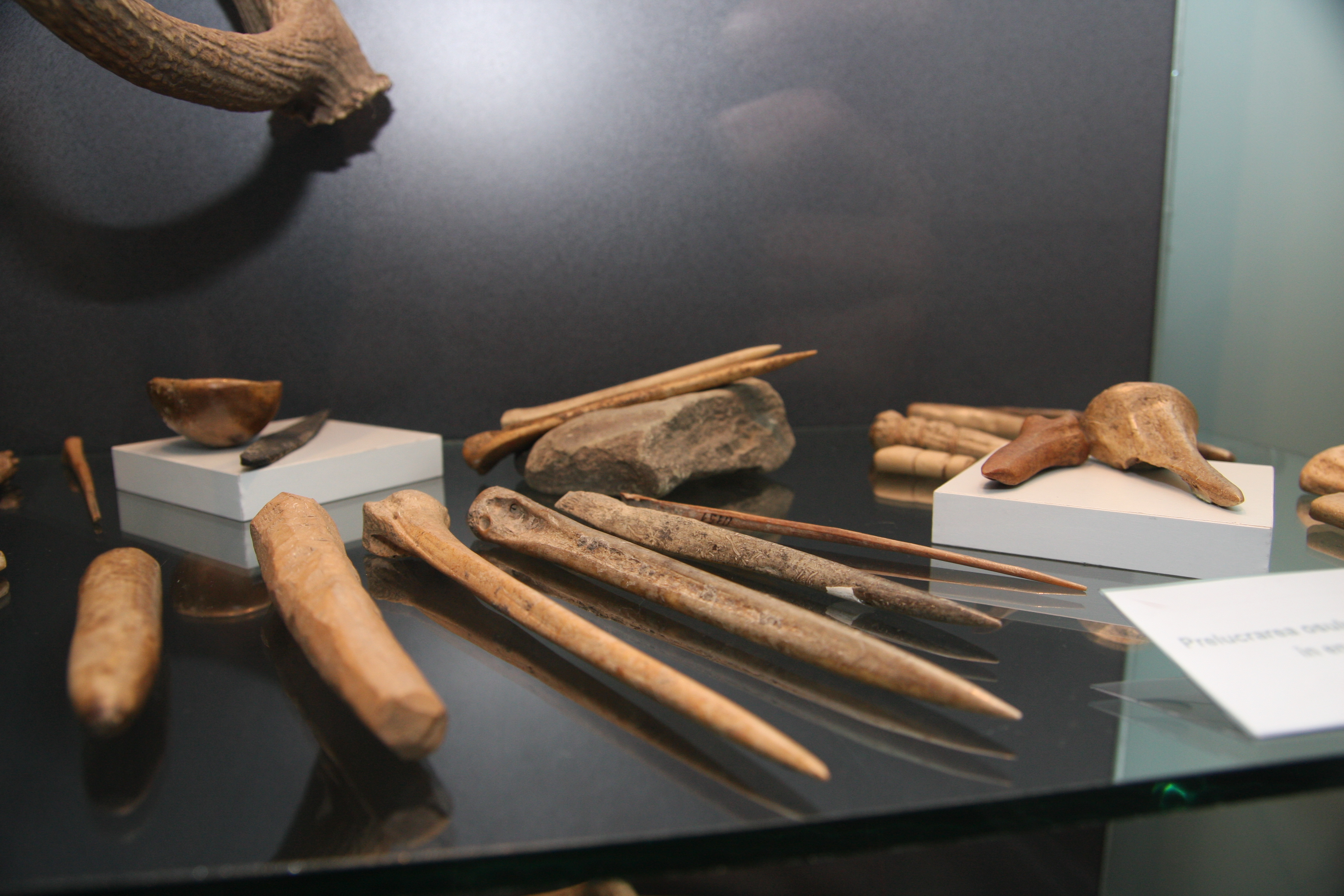
중국에서 발견된 뼈로 만든 다양한 도구
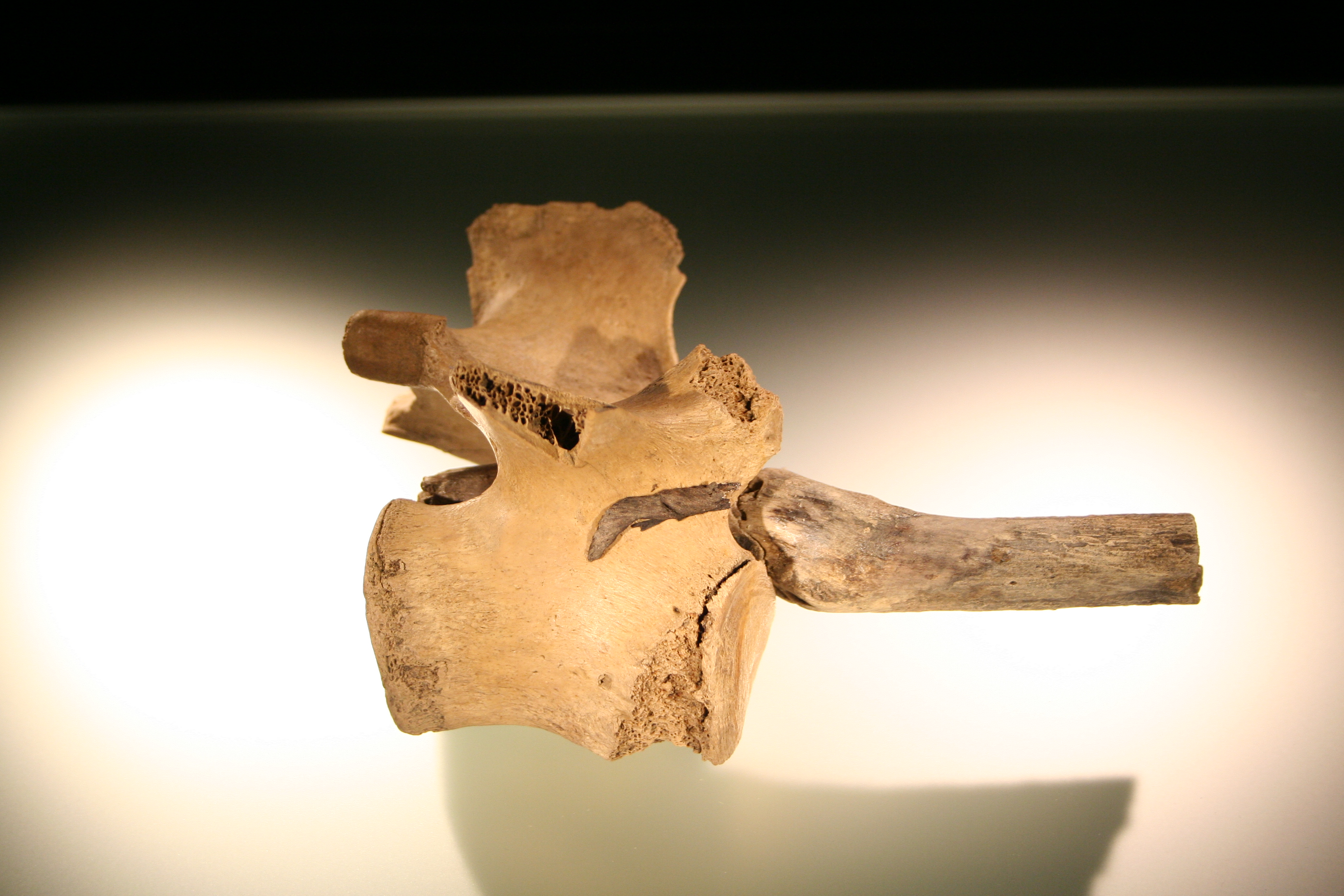
선형도기문화의 뼈망치
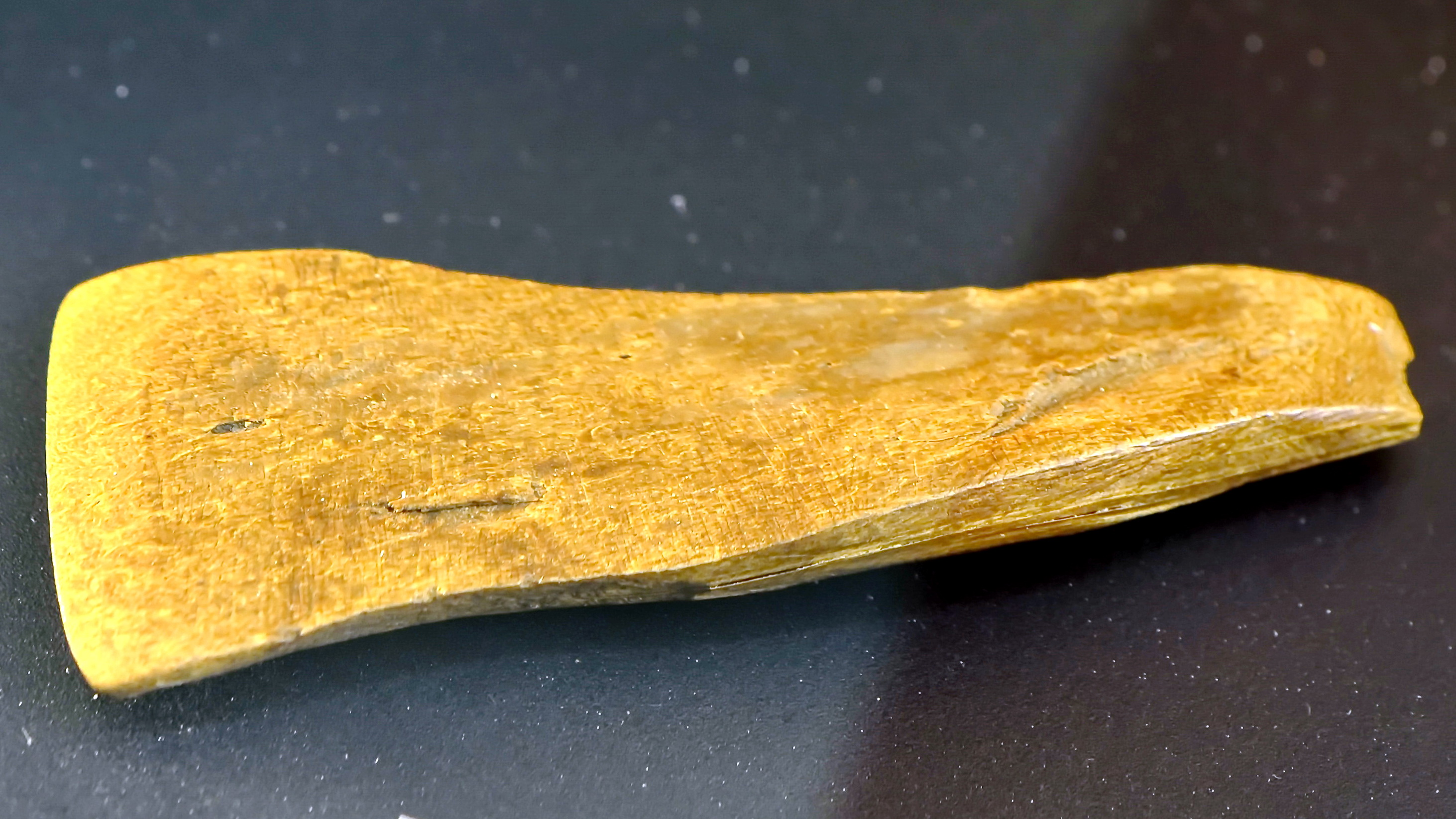
젝세로이텐 광장, 취리히에서 발견된 뼈로 만든 끌
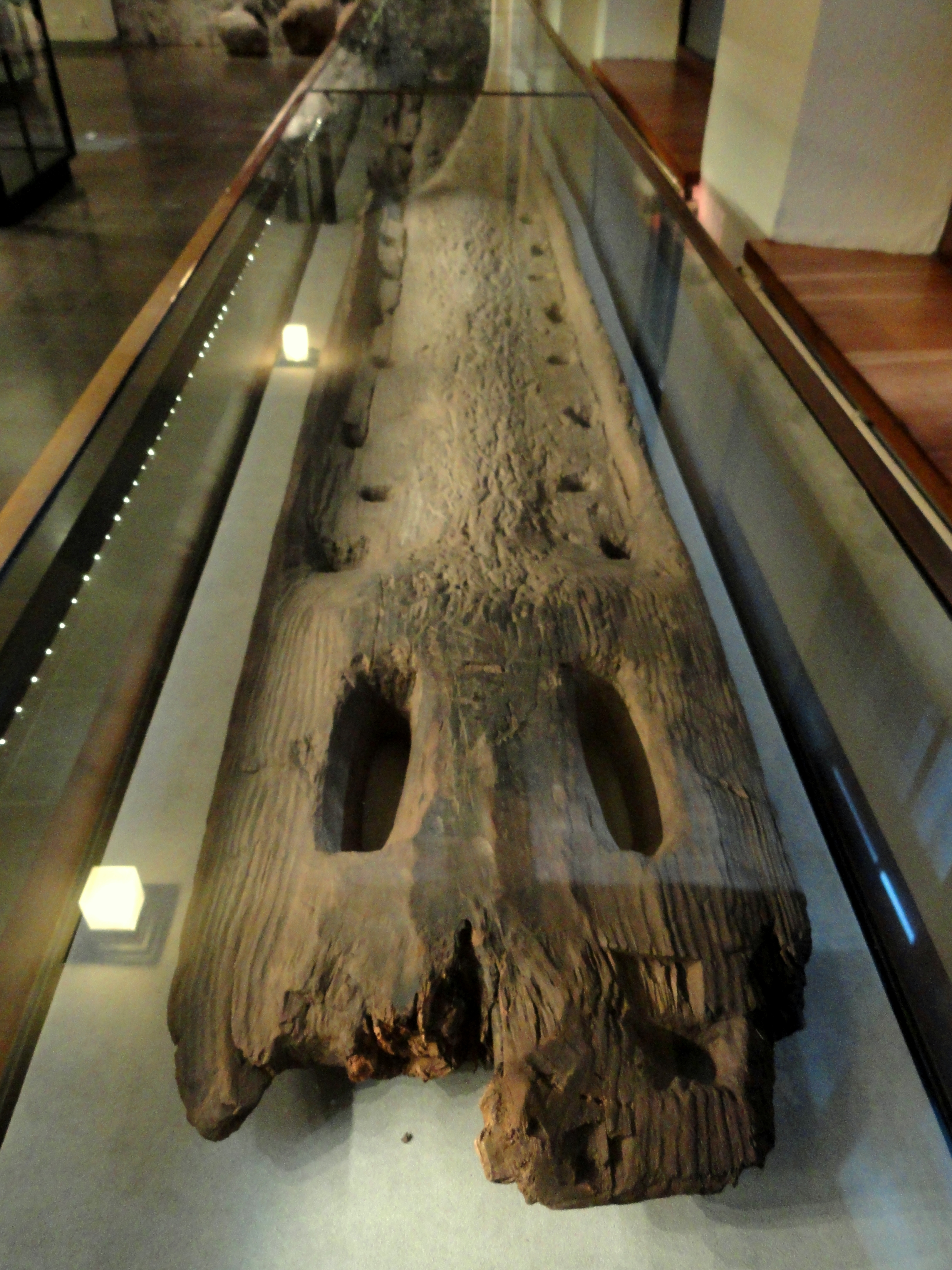
무거운 것을 옮기기 위한 썰매
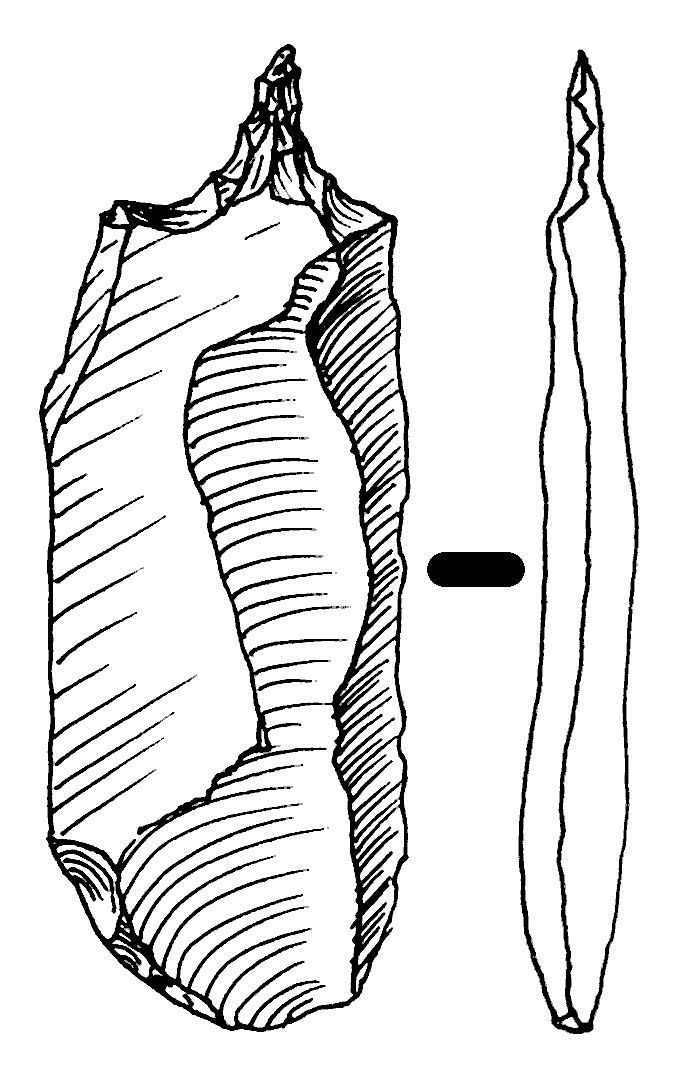
돌송곳

## 동기 시대와 청동기 시대의 건설

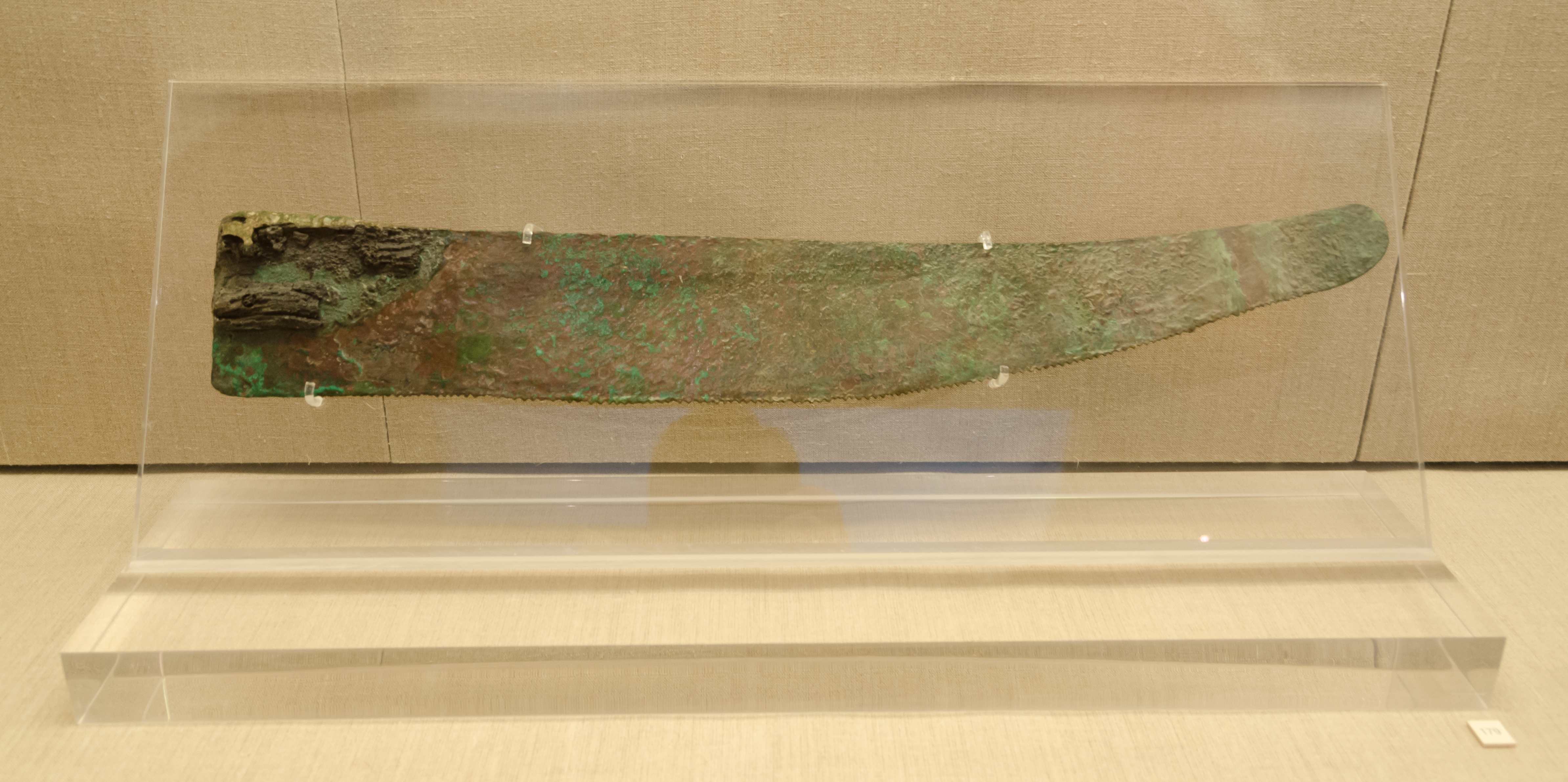
아크로티리의 유적지에서 발견된 청동 톱이 그리스 산토리니의 테라 선사시대 박물관에 전시되어 있다.

동기 시대는 청동기 시대의 초기이다. 청동은 주석이 구리에 첨가될 때 만들어지며 놋쇠는 구리와 아연의 합금이다. 구리는 기원전 5000년 이전부터 사용하였고 브론즈는 기원전 3100년부터인데, 지역마다 시기가 달랐다. 구리와 청동은 도끼와 끌과 같은 같은 종류의 도구에 사용되었지만, 새롭고, 더 탄성이 높고, 더 단단한 물질이 더 성능이 좋았다. 청동은 원하는 형태로 주조되었고 손상되면 다시 주조할 수 있었다. 구리 시대에 개발된 새로운 도구는 톱이었다. 구리와 청동의 다른 쓸모는 도구의 날을 단단하게 만드는 것이었는데 이집트인들은 구리, 청동으로 만든 정을 채석할 때와 착암건축을 할 때와 같이 부드러운 돌을 다룰 때 사용했다.
청동기에 까치발 아치가 벌집모양무덤같은 것에 사용되기 시작했다. 바퀴도 사용되기 시작했지만 오랫동안 널리 전파되지는 않았다. 무거운 짐은 보트, 원시적인 썰매나 롤러를 사용해 운송했다. 이집트는 기둥, 인방 기법을 사용해 석조 사원을 건설하기 시작했으며 그리스와 로마가 이 양식을 따라했다.

## 철기 시대의 건설
철기 시대는 철제 장비와 무기의 사용이 확산된 기원전 1200년에서 기원전 50년 사이의 문화적인 시기다. 철은 청동보다 그렇게 크게 단단하지 않았지만 300년 이후 탄소를 첨가하여 강철이 생산되었다. 강철은 강화되고 단조되어 날카롭고 견고한 날을 생산할 수 있었다. 강철을 사용한 새로운 목재 가공 도구는 손 대패였다.

### 고대 메소포타미아
증거가 남아있는 최초의 거대 규모의 건물은 고대 메소포타미아에서 발견되어왔다. 더 작은 거주지만이 지만, 후기의 문명은 궁전, 사원, 지구라트의 형태로 굉장히 규모 있는 구조물을 건설했으며 견고한 재료를 사용했고 결국 굉장히 주목할만한 부분이 온전히 남아있을 수 있었다. 주요한 기술적인 진보는 우르크와 우르와 같은 굉장한 도시의 건설을 통해 보여진다. 우르의 지구라트는 큰 재건축 작업에도 불구하고 이 시기의 빼어난 건축물이다. 다른 멋진 예시는 현대 이란의 초가잔빌의 지구라트다. 도시는 동물과 인간의 오수를 위한 배수로와 포장도로와 같은 새로운 기술에 대한 요구를 만들어냈다. 고고학적인 증거는 현재 이란에 위치한 텔 알리마와 같은 높이 솟은 벽돌 궁륭의 증거를 보여준다.

#### 재료
제일 중요한 건설 자재는 진흙 벽돌이었는데, 어도비 진흙 벽돌을 만들기 위해 사용되는 것과 비슷한 목재 틀로 제작되었다. 벽돌은 한 손으로 들 수 있는 작은 벽돌에서 거대한 포장용 판까지 크기와  다양했다. 직사각형과 정사각형 벽돌이 일반적으로 쓰였다. 이 벽돌에는 상상할 수 있는 모든 무늬가 새겨졌고 이를 적용하는 데 있어 돋보이는 세련됨을 보여준다. 후기의 진흙판에 그린 제도는 건물들이 벽돌을 기반으로 하여 세워졌다는 것을 보여준다. 기원전 3500년까지, 구운 벽돌이 사용되기 시작했고 남아있는 기록은 굉장히 복잡한 개별적인 업무와 직업으로의 노동의 분리를 보여준다. 구운 벽돌과 암석은 포장에 사용되었다.
삶은 일반적으로 복잡한 의식에 의해 지배되었고 이는 건설을 시작하고 첫 번째 벽돌을 주조하기 위한 의식으로 확장되었다. 일반적인 믿음과 다르게 로마는 아치를 발명하지 않았고, 이 문명들에 의해 사용되었다. 특히 바빌론과 수사와 같은 후기 메소포타미아 문명은 유채벽돌을 굉장한 수준까지 개발하였으며, 건물의 내외장을 유채벽돌에 새겨진 부조를 이용해 장식하였고, 남아있는 예시들이 테헤란 국립 고고학박물관, 파리의 루브르 박물관, 베를린의 페르가몬 박물관에 전시되어 있다.

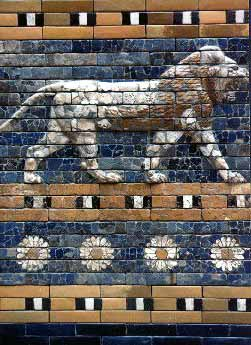
이슈타르의 문(기원 전 575년)의 한 부분은 후기의 예외적으로 훌륭한 채유벽돌세공을 보여준다. 채유벽돌은 기원전 13세기부터 사용되었다.
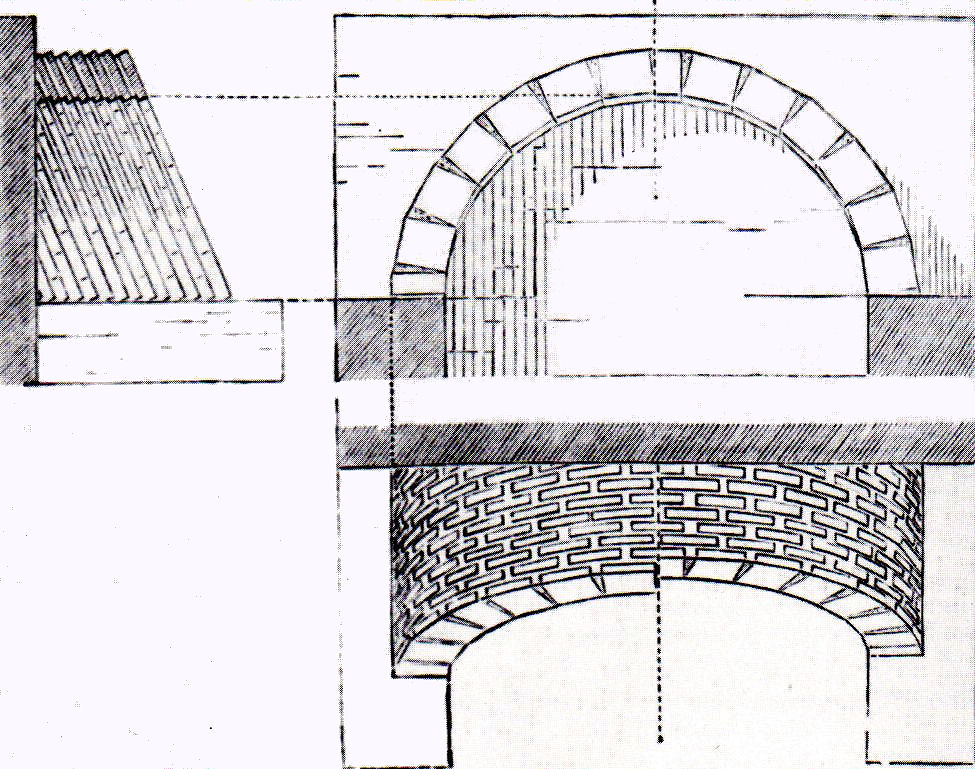
경사진 벽돌 궁륭은 대략 기원전 2000년 경에 메소포타미아에서 만들어진 것이 발견되었다.
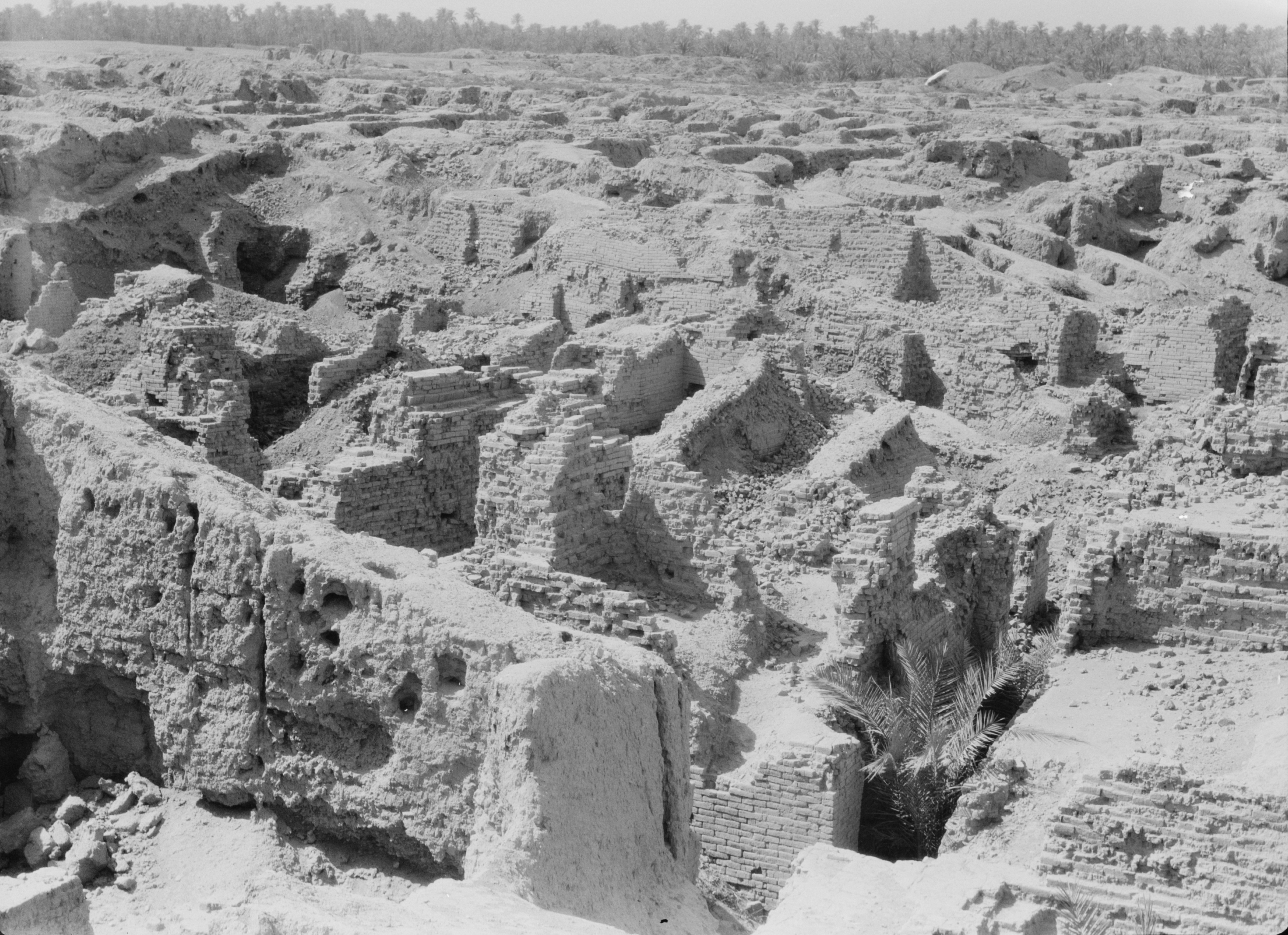
1932년의 고고학 유적지 바빌론. 사담 후세인에 의해 대대적인 재건축이 실시되기 전이다.
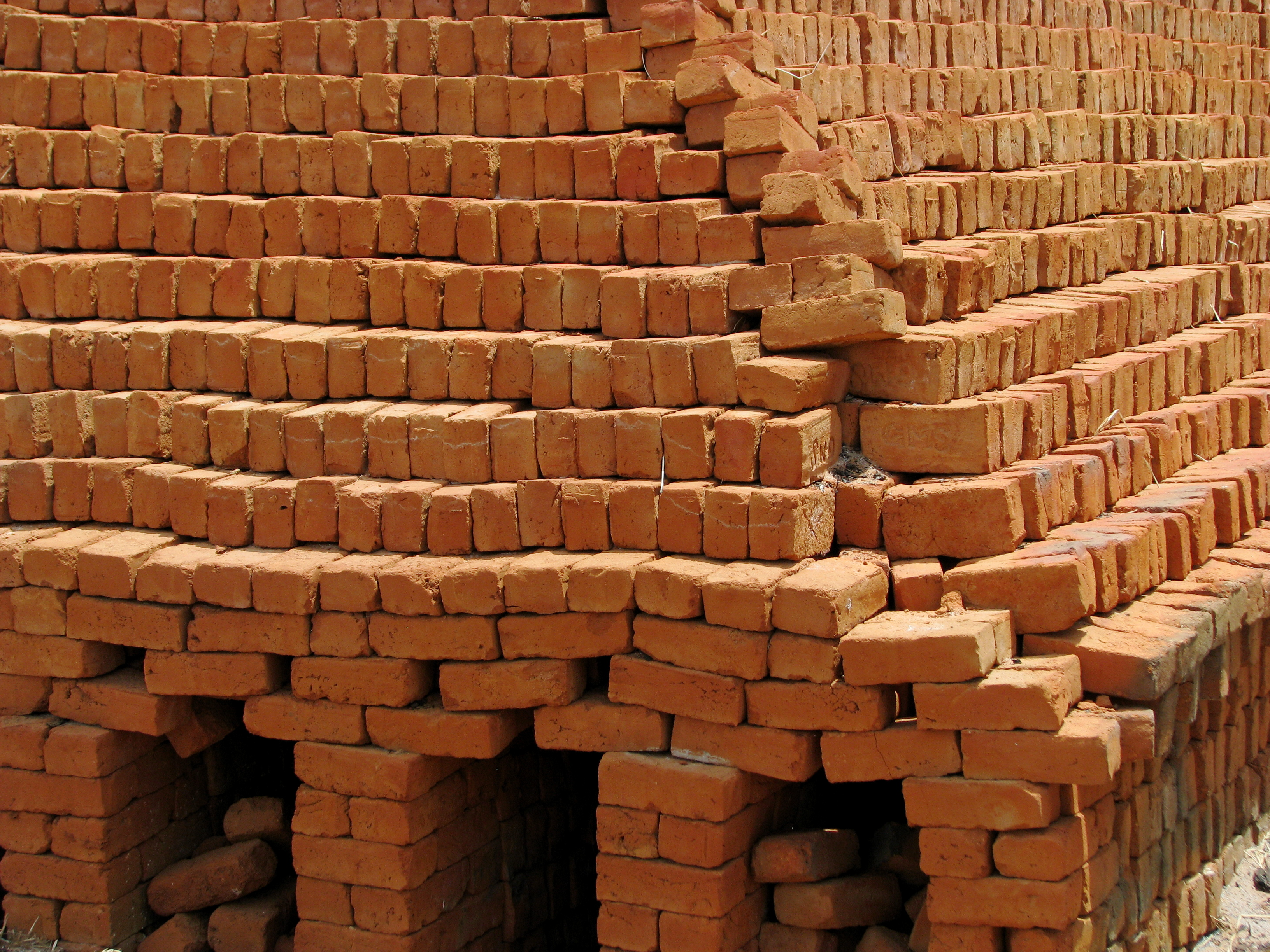
이 건조된 벽돌 무더기는 가마를 사용하지 않고 구워질 예정이다.
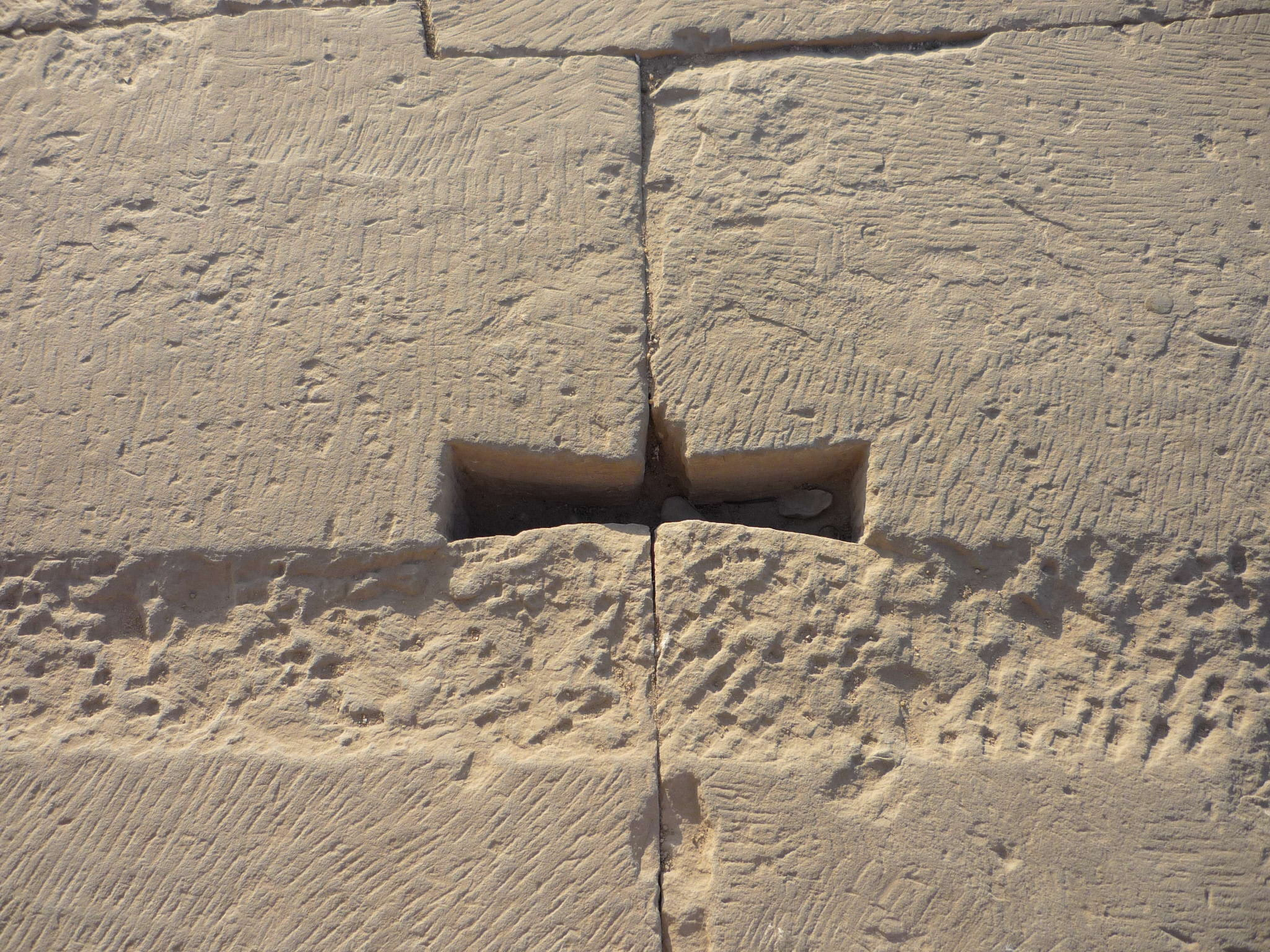
이집트의 암석세공은 기원전 180년에서 145년까지 건축된 콤 옴보의 툴 마크와 butterfly interlock를 보여준다.

### 고대 이집트

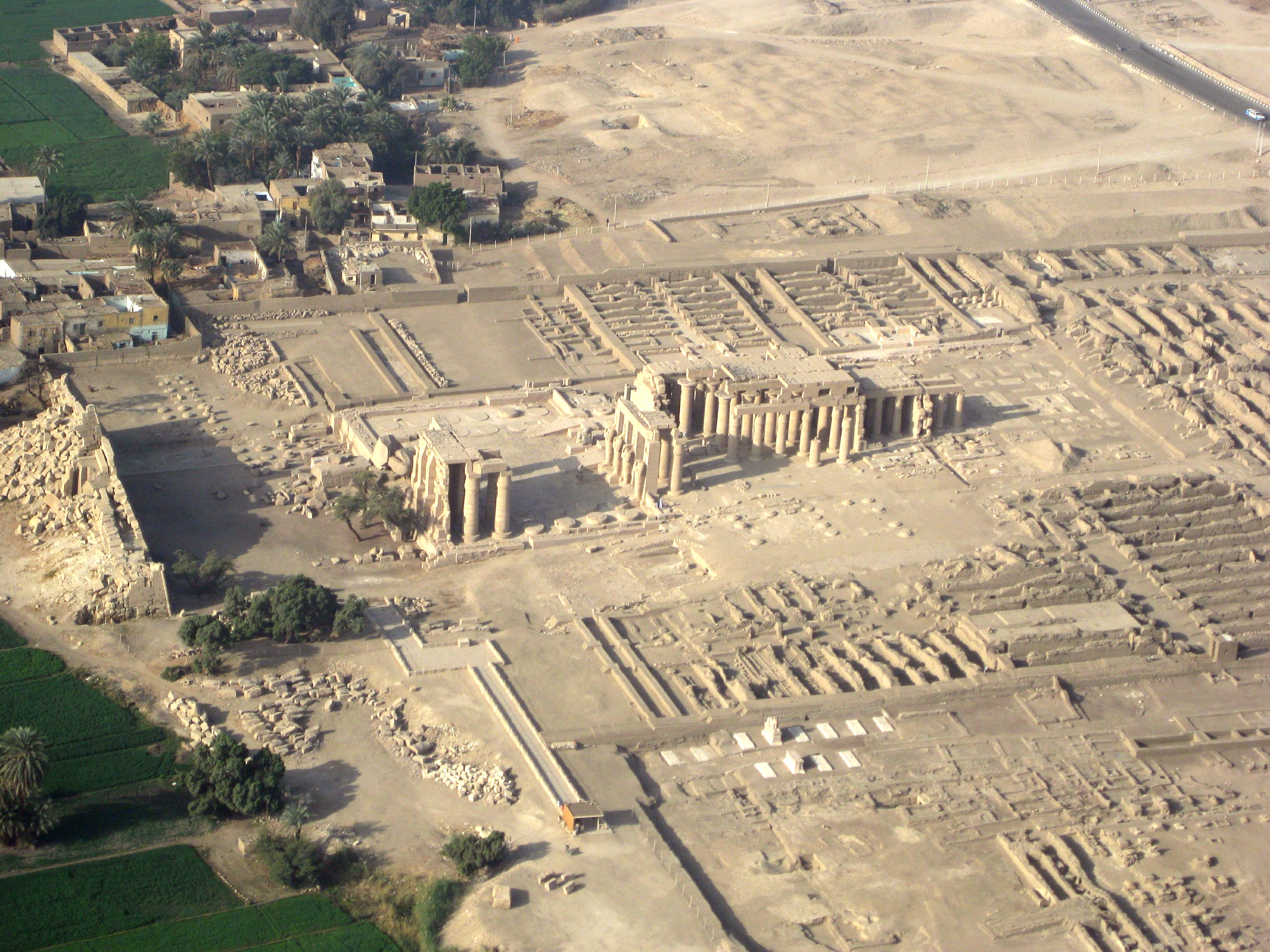
테베의 라메세움과 어도비 진흙 구조물의 조망

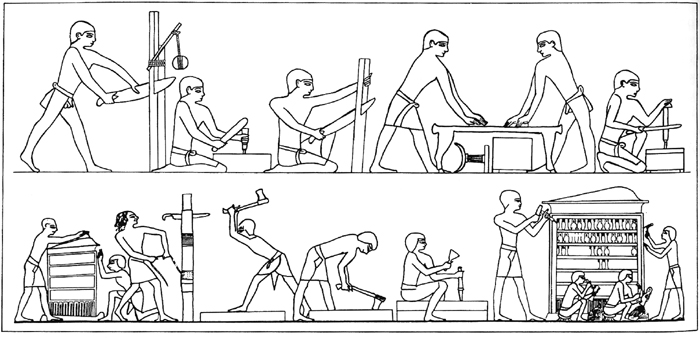
기원전 1550년에서 기원전 1292년 사이에 지어진 레크미르의 묘의 벽화의 사본

벽돌을 사용한 고대 메소포타미아의 문명과는 다르게, 이집트의 파라오는 암석을 사용해 거대한 구조물을 지었다. 건조한 기후는 고대 건물의 대부분을 보존했다.

#### 재료
어도비(햇볕으로 구워진 진흙 벽돌) 건설은 고대의 보조건물과 평범한 집에 사용되었으며 이집트 시골에서 여전히 흔하게 사용된다. 덥고 건조한 기후는 비를 맞으면 뭉그러지는 경향이 있는 진흙 벽돌에 이상적이었다. 이집트 테베(룩소르)의 라메세움은 진흙 벽돌 건축의 제일 훌륭한 예시 중 하나를 제공한다. 진흙벽돌 궁륭으로 마감된 외부의 창고 또한 남아있고, 거푸집공사를 하지 않기 위해 경사진 경로를 따라 건설되었다.
제일 웅대한 건물들은 암석으로 지어졌고, 거대한 석조 벽돌이 흔히 사용되었다. 피라미드와 사원에 사용된 거대한 벽돌을 옮기는 데 사용된 기술은 광범위한 논쟁의 대상이 되어왔다. 어떤 교수는 더 큰 것들은 돌을 깎아 만들지 않고 콘크리트로 제작할 수 있다고 제안한다.

#### 기술
이집트인들이 굉장한 공학적 위업을 성취했지만, 그들은 그 과정에서 상대적으로 원시적인 기술을 사용했다. 그들은 바퀴와 도르래조차 사용하지 않았다고 알려져있다. 그들은 롤러, 밧줄, 썰매를 사용하여 많은 수의 노동자들이 거대한 암석을 먼 거리를 끌게 했다. 고대 이집트인들은 램프, 레버, 선반, 오븐, 선박, 종이, 관개 체계, , 문, 유리, 구운 석고, 목욕탕, 잠금장치, 방아두레박, 직조, 표준화된 측정 체계, 기하학, 사일로, 돌을 가공하는 방법, 창문 차양, 톱, 증기기관, 축소 도안, 에나멜 세공, 베니어판, 합판, 밧줄 트러스 등등을 발명했다. 남아있는 이집트의 매뉴얼이 없어서 어떻게 돌들이 높이 옮겨졌고 오벨리스크가 세워졌는지에 대해서는 상당한 추측이 있어왔다. 대부분의 이론은 경사로의 사용을 지지한다.
대략 기원전 2650년부터 2600년까지 살았던 임호텝은 기록이 남아 있는 최초의 건축가이자 공학자의 영예를 얻었다.

#### 성과
피라미드들은 그 거대한 규모로 아주 인상적이었고 건설을 위해 고용되어야 하는 인력에 타격을 입혔다. 제일 거대한 것은 3800년 동안 세계에서 제일 높은 구조물로 남았던 기자의 대피라미드이다.(세계에서 제일 큰 독립 구조물을 보자.) 수반되는 공학적인 문제는 주로 블록의 이동, 적절한 배치에 관련된 문제였으며, 벽돌은 때로는 긴 거리를 이동해야 했다. 현재는 숙련된 노동자들이 존중받고 대우받았지만, 아주 많은 노동자들이 단순 인력을 제공할 필요가 있었다고 알려져 있다.
피라미드의 건설에 사용된 방법들은 주목할 만한 연구와 토론의 주제가 되어 왔다. 이집트 피라미드 건설 기술을 참고하자.

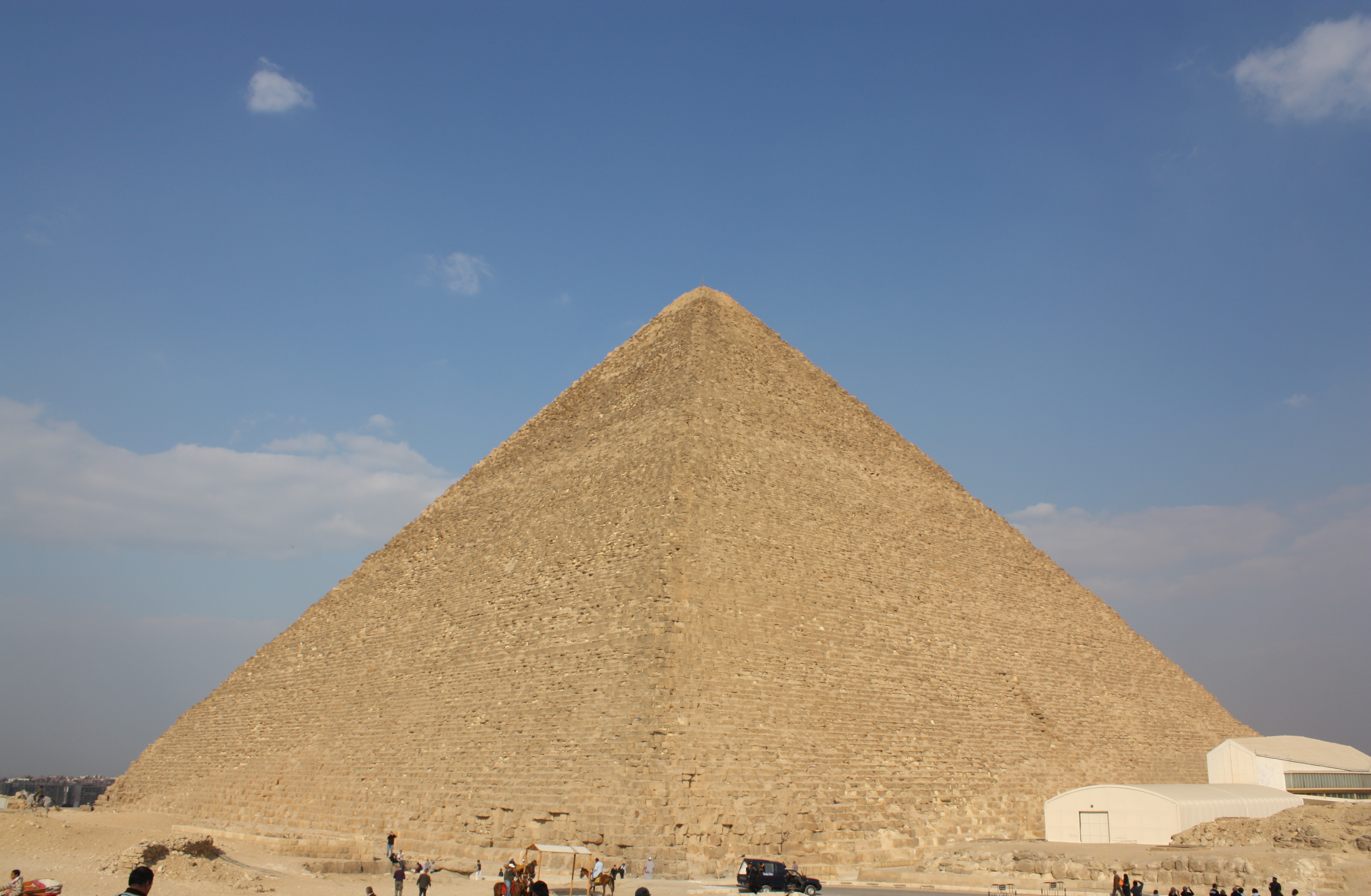
3800년 동안 세계에서 제일 높은 건물이었던 기자의 대피라미드
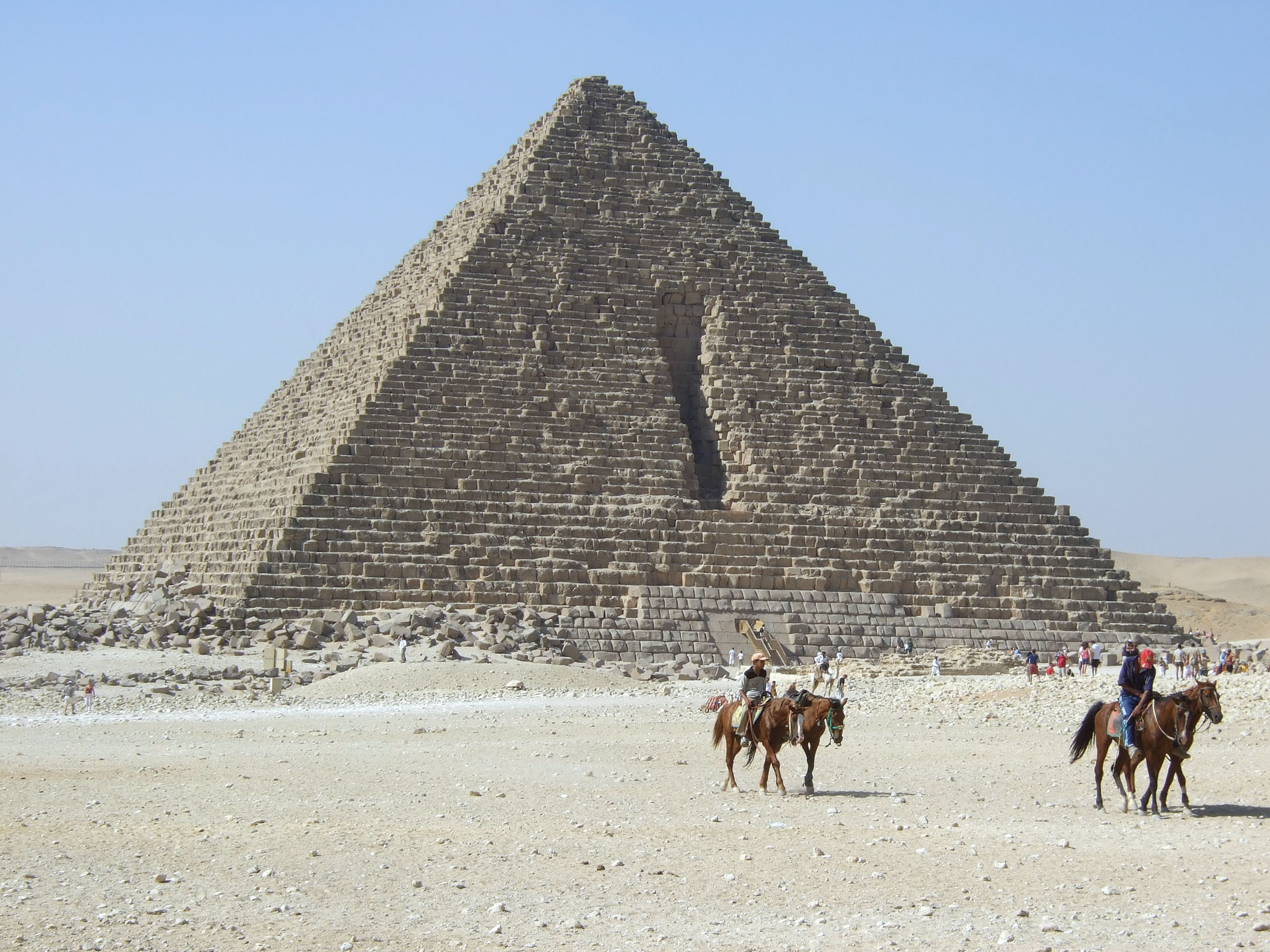
기자의 멘카우레의 피라미드

### 고대 그리스
고대 그리스는 이집트와 메소포타미아처럼 대부분의 공공 건물들을 진흙 벽돌로 건설하는 경향이 있었고, 이와 관련해 어떠한 기록도 남기지 않았다. 하지만 굉장히 많은 구조물들이 살아남았고, 어떤 것들은 현대에 부분적으로 재건축되거나 다시 세워졌지만 수리 상태가 굉장히 양호하다. 제일 극적인 것은 그리스 신전이다. 그리스는 배관, 나선층계, 중앙난방, 도시계획, 물레방아, 기중기 등의 다양한 기술적인 진보를 만들어냈다.

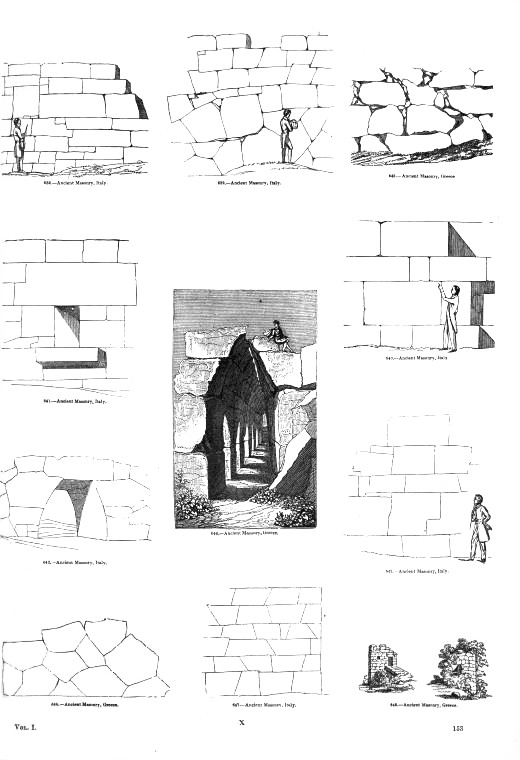
고대 그리스, 로마의 석조기술을 보여주는 삽화

제일 오래된 '건축 도면'은 디디마의 아폴로 신전의 것이다. 완성되지 않은 돌벽에는 기둥과 조형의 대략적인 모습이 새겨졌다. 벽은 결코 완성되지 않았기 때문에 스케치가, 건축 도면 작업의 역사에 대한 드문 증거가 지워지지 않았다.
지붕, 바닥 등의 어떠한 목재 구조물도 남아있지 않아서, 목재 건축에 대해 알려져 있는 바는 제한적이다. 너비는 크게 제한되었고 돌벽 사이에 굉장히 단순한 기둥, 도리 구조를 사용했을 것으로 보인다. 리스나 로마가 더 넓은 너비를 위해 트러스를 적용했는지는 불명확하지만 로마는 확실히 목재 지붕 트러스를 사용했다. 기원전 650년 이전에 현재 유명한 고대 그리스 신전은 나무로 지어졌지만, 이 시기 이후에는 암석으로  지어지기 시작했다. 암석 구조물에서 반복된 목재 구조물의 건축 과정은 석화 또는 '석화된 목공작업'이라고 불렸다.
구운 진흙은 주로 기와와 부수적인 장식에만 쓰였지만, 이것들은 상당히 세련되었다. 기와는 고대 그리스 건축의 지붕의 경사를 낮추는 성향을 가능하게 했다. 구운 벽돌은 석회 모르타르와 같이 쓰이기 시작했다. 굉장히 중요한 건물들은 진흙기와의 형태를 모방한 암석기와로 지붕을 이었다. 이후의 문화들이 가공되지 않은 돌로 기본 형태를 만든 다음 가공한 돌로 겉부분을 마감하는 방식으로 석조 건물을 짓는 경향이 있었던 반면, 그리스는 큰 돌을 다듬어서 건설에 사용하는 경향이 있었고 이를 금속 꺾쇠로 고정시켰다. 이러한 방식은 느리고, 비싸고 노동력이 많이 필요해 지을 수 있는 건물의 숫자를 제한했다. 금속 꺾쇠는 부식으로 인해 자주 망가졌다..
구조물 건축은 대개 궁륭이나 아치 없이 보와 기둥을 사용해 간단히 건물을 지었으며 이는 건설 가능한 건물의 너비의 엄격한 제한을 걸었다. 하지만 그리스인들은 교차 궁륭, 아치교를 짓기도 했고 이집트인들과 함께 세계 7대 불가사의 중 하나이며 최초의 고층 건물인 알렉산드리아 등대를 건축했다.
그리스의 수학은 기술적으로 진보했고 그들이 건물의 상단에 무거운 돌덩이를 옮기기 위해 기중기를 만드는 것을 가능하게 한 도르래의 이론을 이해하고 이용했다는 것이 어느 정도 알려져 있다. 그들의 측량 기술은 탁월했고, 그들이 파르테논과 같이 믿을 수 없이 정확한 건물의 시각적인 정밀함을 실현하는 것을 가능하게 했다.
고대 그리스인들은 로마 건설에 중요한 특징이 되는 강력한 회반죽을 개발하지 않았다.

### 로마제국

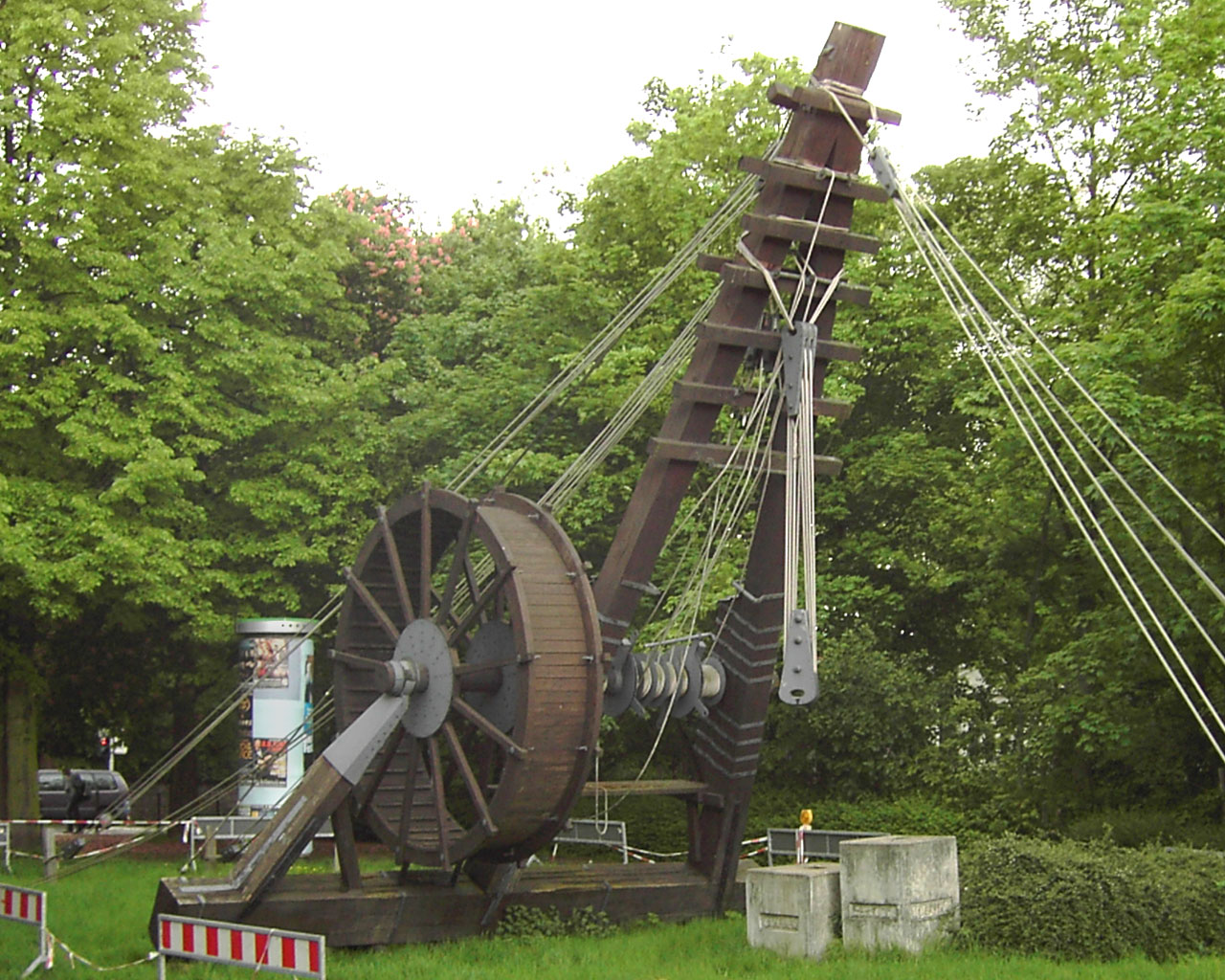
독일 본의 복원된 로마 트레드밀 기중기

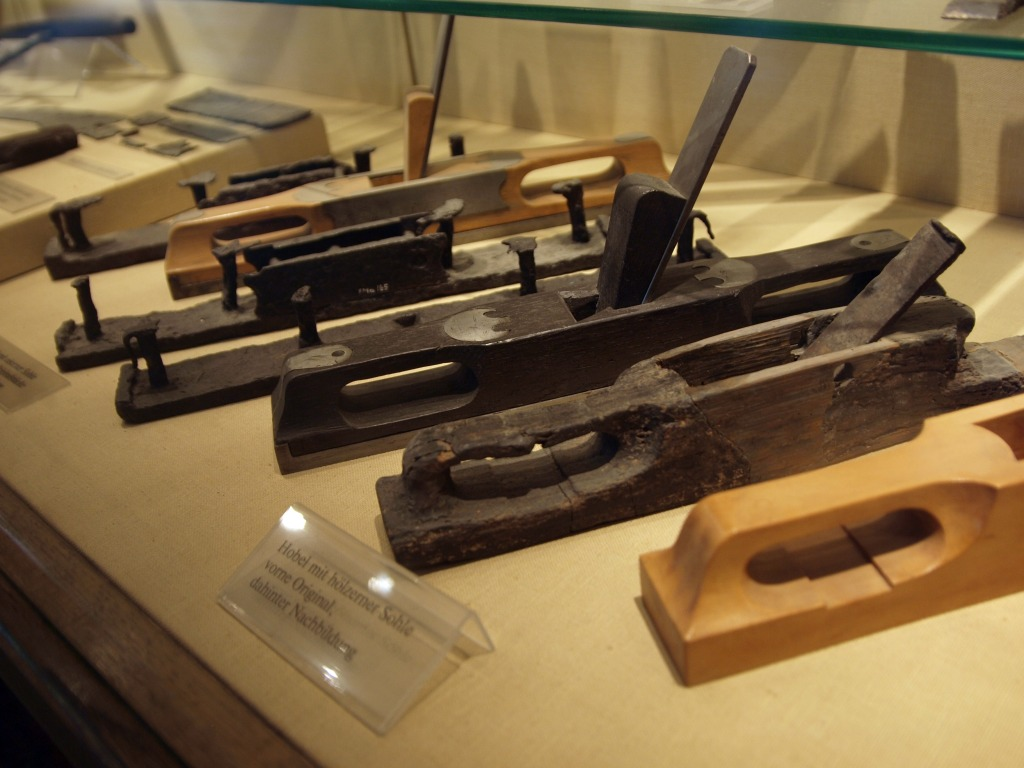
손 대패는 철기 시대에 개발되었고 로마인들이 사용한 것으로 알려져 있다. 이 로마식 대패들은 독일에서 발견되었고 기원후 1세기에서 3세기 사이에 만들어졌다.

이전의 문화들에 비해 굉장히 놀라운 점은, 로마 건물 건설에 대해 아주 많은 것이 알려져 있다는 것이다. 파르테논 신전처럼 완전히 온전한 건물과 폼페이와 헤르쿨라네움의 굉장히 잘 보존된 유적지를 포함하는 굉장히 많은 건물들이 남아있다. 건설 기술에 대한 광범위한 구절을 포함하는 비트루비우스에 의해 작성된 남아있는 최초의 건축에 관한 논문도 존재한다.

#### 재료
로마는 로만 시멘트라고 불리는 수경성 석회를 사용하여 건축사에 한 획을 그었다. 이전의 문화들은 석회 모르타르를 사용했지만 pozzolana라 불리는 화산재를 더해서 모르타르가 단단해지도록 했다. 이는 그들에게 육중한 벽을 위한 강한 재료를 제공했다. 그들은 벽의 겉부분에 벽돌이나 돌을 사용했고 많은 양의 콘크리트로 사이를 채워넣어서, 벽돌작업을 효과적으로 영구적인 거푸집널으로서 사용했다. 이후에 그들은 콘크리트를 위해 제거된 나무 거푸집널을 치유를 위해 사용했다.
기원전 1세기에 로만 콘크리트로 만들어진 신전의 예시는 이탈리아 티볼리의 베스타 신전이다. 콘크리트를 만드는 데 자갈더미와 모르타르 말고는 사용되지 않았다. 이것은 아주 만들어내기 쉬우며 필요한 노동자들의 숙련도가 낮으므로, 로마가 일찍이 없었던 규모의 건설을 진행하는 것을 가능하게 했다. 그들은 벽 뿐만 아니라 넓은 폭을 가진 아치, 배럴 볼트, 돔에 콘크리트를 사용했다. 로마는 돔을 만들기 위한 속이 빈 그릇과 목욕탕을 위한 섬세한 가열, 환기 체계를 개발했다.
로마인들은 기원전 27년부터 기원후 14년까지 위탁된 판테온의 지붕 트러스의 나무를 청동으로 대체했다. 청동 트러스는 독특했지만 1625년에 교황 우르바노 7세는 트러스를 나무로 교체했고 청동을 재활용하기 위해 녹였다. 로마인들은 지붕 타일도 청동으로 만들었다.
갈대는 지붕 마감재, 상하수도관에 사용되었다. 갈대의 라틴어 명칭은 배관plumbing을 의미하는plumbum이다. 로마인들은 유리를 건축에 사용하여 창문에 쓰일 투명한 유리나 착색된 모자이크 유리를 적용했다. 유리는 공공 건물의 창문에 꽤나 일반적으로 쓰이게 되었다. 로마식 온돌, 높여진 층의 중앙난방은 나무나 석탄이 방출하는 열기로 인해 데워졌다.

#### 노동자의 조직
로마에는 무역 길드가 있었다. 대부분의 건설은 노예나 자유민에 의해 완공되었다. 노예의 노동력의 사용은 의심할 여지 없이 비용을 줄였고 어떤 구조물들의 규모에 대한 이유가 된다. 로마는 건물을 극단적으로 빨리 짓는 것에 주목할 만한 강조를 두었고, 보통 2년 이상 잡지 않았다. 굉장히 큰 건물에 이를 실현시킬 수 있는 유일한 길은 막대한 노동자들을 부려먹는 것이었다.
로마인들은 물레방아, 제재소, 아치를 발명했으며 대략 100년의 이후에 건축적인 목적으로 유리를 사용하기 시작했으며 이중 유리를 단열 유리로서 사용했다. 로마 도로는 통나무 길과 포장도로를 포함했고, 때로는 뗏목이나 말뚝 기초와 다리로 보조되었다. 비트루비우스는 많은 로마의 기계의 세부점을 보여준다. 로마인은 상당한 무게를 높이 올리기 위해 세련된 목재 기중기를 개발했다. 로마의 트라야누스원주는 로마 건축사를 통틀어 들어올려진 제일 무거운 돌들을 포함하고, 공학자들은 여전히 이를 어떻게 해냈는지 정확하게 알지 못한다.
제일 길고, 높고, 깊은 로마 구조물들의 목록은 고대 건축 기록의 목록에서 찾아볼 수 있다. 로마의 건물의 독창성은 다리, 수로로 확장되었으며, 원형경기장에까지 이른다. 그것들의 오수 배출 ,용수 공급 체계는 주목할만했고 어떤 체계는 여전히 오늘날에도 여전히 작동한다. 증거가 거의 남아있지 않은 로마의 건축의 유일한 측면은 목재 지붕 구조의 형식이며, 이것들은 오늘날 남아있는 것 같지 않다. 아마도 삼각형 지붕 트러스가 사용되었을 수 있는데, 이것은 상상할 수 있는 넓은 너비를 갖추기 위한 유일한 방식이고, 제일 긴 것은 30미터를 넘었다.(고대 그리스와 로마의 지붕의 목록을 참고하자.)

### 중국

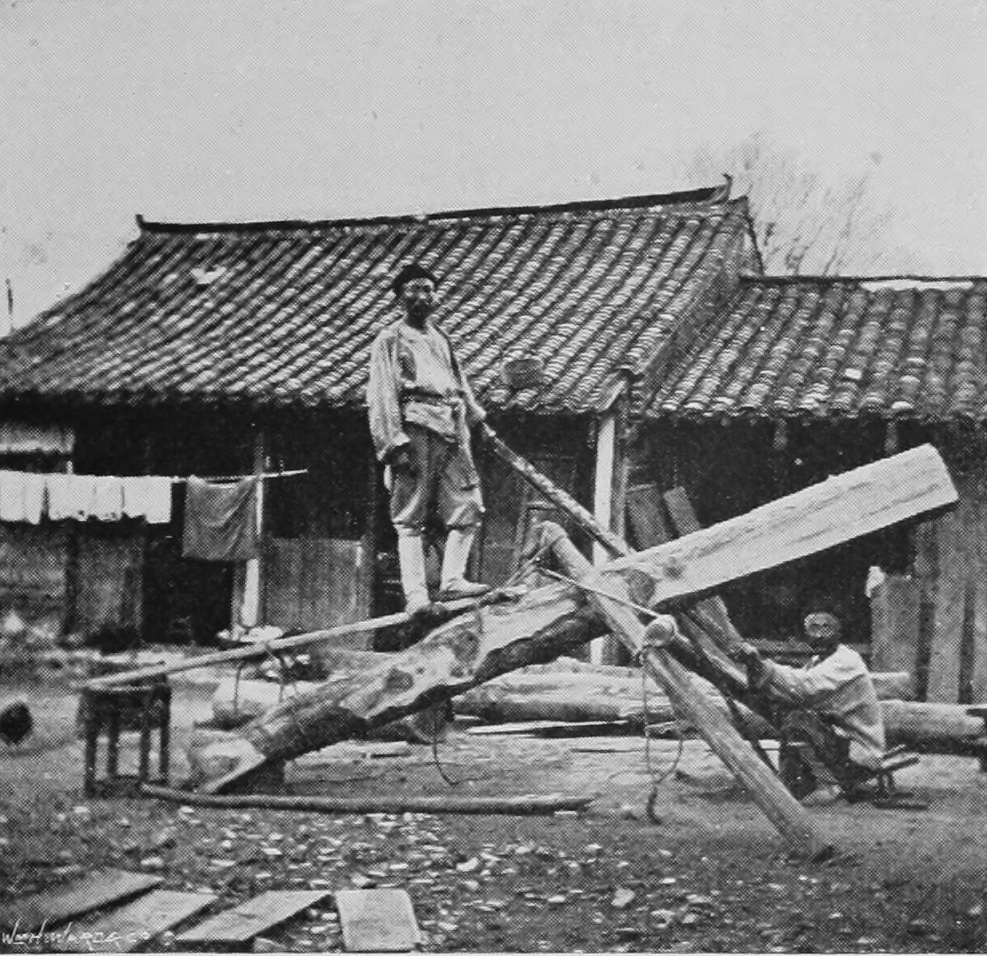
극동은 서양의 톱질구덩이를 사용한 구덩이톱질의 방식과 다른 방식을 사용했다. 기본적인 개념은 같았지만 사진과 같이 목재가 기울어져 있으며 구덩이는 사용되지 않는다.

중국은 동아시아의 문명적 중심지였고, 많은 극동의 건축 방식이 중국에서부터 진화하였다. 중국의 건축의 유명한 예시는 기원전 7세기에서 기원전 2세기까지 건축된 만리장성이다. 만리장성은 항토, 암석, 나무와 나중에는 벽돌과 석회 반죽을 사용한 타일로 건축되었다. 목재 성문이 안팎으로 통하는 길을 막았다. 중국의 목재에 사용하는 장부맞춤 형식의 조인트의 제일 오래된 고고학적 예시는 기원전 5000년 경까지 거슬러 올라간다.
영조법식은 제일 오래된 중국 건축에 대한 완전한 기술 설명서이다. 중국은 오랜 옛날부터 수천 년간 사용된 고정된 국가적인 규칙을 따랐으며, 남아있는 건물들은 11세기에도 여전히 사용된 그 방식과 재료들을 사용해서 건축되었다. 중국의 사원은 토양과 암석을 기반으로 하여 전형적인 목재 대들보 골격이 사용되었다. 제일 오래된 목조건물은 782년부터 존재해온 남선사이다. 하지만 중국의 사원 건설자들은 흔히 목재사원을 재건축해서 이 옛 건물들의 어떤 부분은 만들어진 시기가 다르다. 중국의 전통적인 대들보 골격은 틀을 사용하지 않고 가구식구조에만 의존했다. 중요한 건축요소는 두공이라는 받침대의 조합이다. 숭악사탑은 523년에 지어진 제일 오래된 벽돌탑이다. 이 탑은 진흙 반죽으로 굳힌 노란색 구운 벽돌로 지어졌고, 12개의 측면과 15단의 지붕으로 이루어졌다. 안제교는 595년에서 605년 사이에 건설되어 세계에서 제일 오래된 "스팬드럴이 개방된 원호아치교"이다. 다리는 열장이음, 철제 조인트로 결합된 사암으로 지어졌다.

#### 만리장성
만리장성의 대부분의 오늘날 볼 수 있는 복구된 부분은 벽돌, 가공한 돌블록, 석판으로 만들어졌다. 블록과 벽돌을 이용할 수 없는 곳에서는 압축된 토양, 가공되지 않은 돌, 나무, 심지어 갈대가 지역적인 재료로서 사용되었다. 나무는 요새에, 보조 재료로서 사용되었다. 지역에 나무가 충분하지 않으면 다른 지역에서 가져왔다.
산악 지역에서는 노동자들은 만리장성을 건설하기 위해 돌을 캐냈다. 산 자체를 기반으로 하여, 만리장성의 겉부분은 암석 블록과 벽돌로 건설되었고, 가공되지 않은 돌이나 흙, 노동자들의 시체 등의 채워넣을 수 있는 다른 것들로 채워졌다.
평지에서는 노동자들은 모래, 황토 등의 지역 토양을 사용했으며, 이를 얇은 층으로 다져넣었다. 서부 자위관 지역의 만리장성은 주로 '지구상에서 제일 잘 으스러지는 토양'이라 일컬어지는 건조한 황토로 건설되었다. 2000년 가까이 이 부분이 대부분 온전히 남아있는 것은 정말 놀라운 일이다.
돈황 주변의 중국 서부는 사막 지역이다. 그곳의 혁신인 건축가들이 강과 오아시스에서 가져온 갈대와 버드나무를 튼튼한 벽을 짓는 데 사용했다. 모래는 점착성이 없어 그 자체만으로는 건설에 사용될 수 없기 때문에, 갈대와 버드나무 사이를 채우는 충전재로서 사용되었다. 만리장성의 옥문관 요새는 모래와 갈대로 20cm의 층을 쌓아 건설했으며, 인상적이게도 9 미터까지 치솟았다.
명나라의 만리장성은 주로 벽돌로 건설되었다. 벽돌로 튼튼한 벽을 짓기 위해 석회반죽을 사용했다. 노동자들은 벽 근방 지역의 재료를 사용해 벽돌, 시멘트 공장을 지었다.

## 중세
중세의 유럽은 서로마제국이 멸망한 5세기에서 르네상스의 15세기까지 걸쳐있으며 로마네스크 이전과 로마네스크 시기로 나눠진다.
방어시설, 성, 대성당은 제일 웅대한 건설 프로젝트였다. 중세는 로마 시대의 끝과 함께 시작했으며 많은 로마 건축 기술이 소실되었다. 하지만 강철 이형철근과 같은 어떤 로마 기술들은 이탈리아 북북의 랑고바드 왕국에서 온 기술자들이 작업에 기여했다고 믿어지는 아헨 왕궁 예배당의 800년에 진행된 건설에 사용된 것으로 보인다. 석조 건물의 부활은 9세기에 일어났고 로마네스크 건축은 11세기 후반에 시작되었다. 다른 주목할만한 것으로 스칸다나비아의 통널교회가 있다.

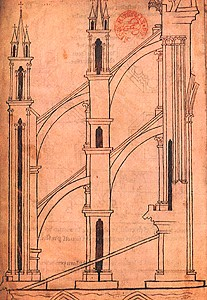
빌라드 드 온쿠르가 그린 랭스 대성당의 버팀도리의 설계도(Bibliothèque nationale)

### 재료
북유럽의 대부분의 건물은 1000년까지 나무로 지어졌다. 남유럽에서는 어도비 진흙이 여전히 주로 사용되었다. 벽돌은 이탈리아에서 600년에서 1000년에 이르는 기간 동안 계속해서 생산되었지만 다른 지역에서는 벽돌제작기술은 거의 사라졌고 구운기와의 제작 방법도 마찬가지였다. 지붕은 보통 이엉을 사용했다. 주택은 작았고 큰 회관 주변에 모여있었다. 수도원주의는 더 세련된 건설 기술을 전파했다. 시토회는 아마도 네덜란드에서, 덴마크와 독일 북부를 경유해 폴란드에 이르는 지역에 벽돌제작을 다시 전파하여 벽돌 고딕 양식을 탄생시키는 데 일조한 업적이 있다. 벽돌은 이 시기에 이 지역들에서 제일 인기 있는 고급재료로 남아있었다. 다른 곳에서는 건물은 일반적으로 나무나, 재정적으로 가능하다면 돌로 지어졌다. 중세의 석벽은 벽의 외부는 다듬은 돌을 사용했고 내부는 돌무더기를 사용해 약한 석회반죽으로 굳혔다. 이 모르타르의 저조한 견고함은 지속적으로 문제를 일으켰고, 로마네스크와 고딕 양식의 벽과 기둥의 돌무더기 내장재의 문제점의 해결은 여전히 중요한 고려의 대상이 되었다.

### 설계
중세에는 건축에 대한 기준을 제공하는 서적이 없었다. 숙련된 장인은 그들의 지식을 도제관계나 부자관계를 통해 전달했다. 영업비밀은 장인들의 생계수단의 원천이었으므로 엄중히 보호되었다. 그림만이 이후 시기로 전해졌다. 양피지는 널리 사용되기엔 너무 비쌌고 종이는 중세 말까지 유럽에서 등장하지 않았다. 건물을 설계하기 위해 모형이 사용되었고 큰 규모라 건축할 수 있었다. 세부적인 것들은 tracing floor에서 실제 크기로 설계되었고, 그 중 어떤 것들은 현재까지 남아있다.

### 노동자
일반적으로, 중세시대의 건물은 고용된 노동자들에 의해 건설되었다. 비숙련 작업은 일당 노동자들에 의해 이루어졌다. 숙련된 장인들은 도제로서, 또는 부모에게서 기술을 배웠다. 얼마나 많은 여성들이 어떤 지역(보통 마을 장벽 안쪽)의 특정한 직업을 독점하는 길드의 구성원이었는지는 분명하지 않다. 마을들은 일반적으로 정해진 기준에 따라 굉장히 작았고 소수의 부유한 귀족이나 상인들의 거주지, 또는 성당과 교회에 의해 장악되었다.

### 기술

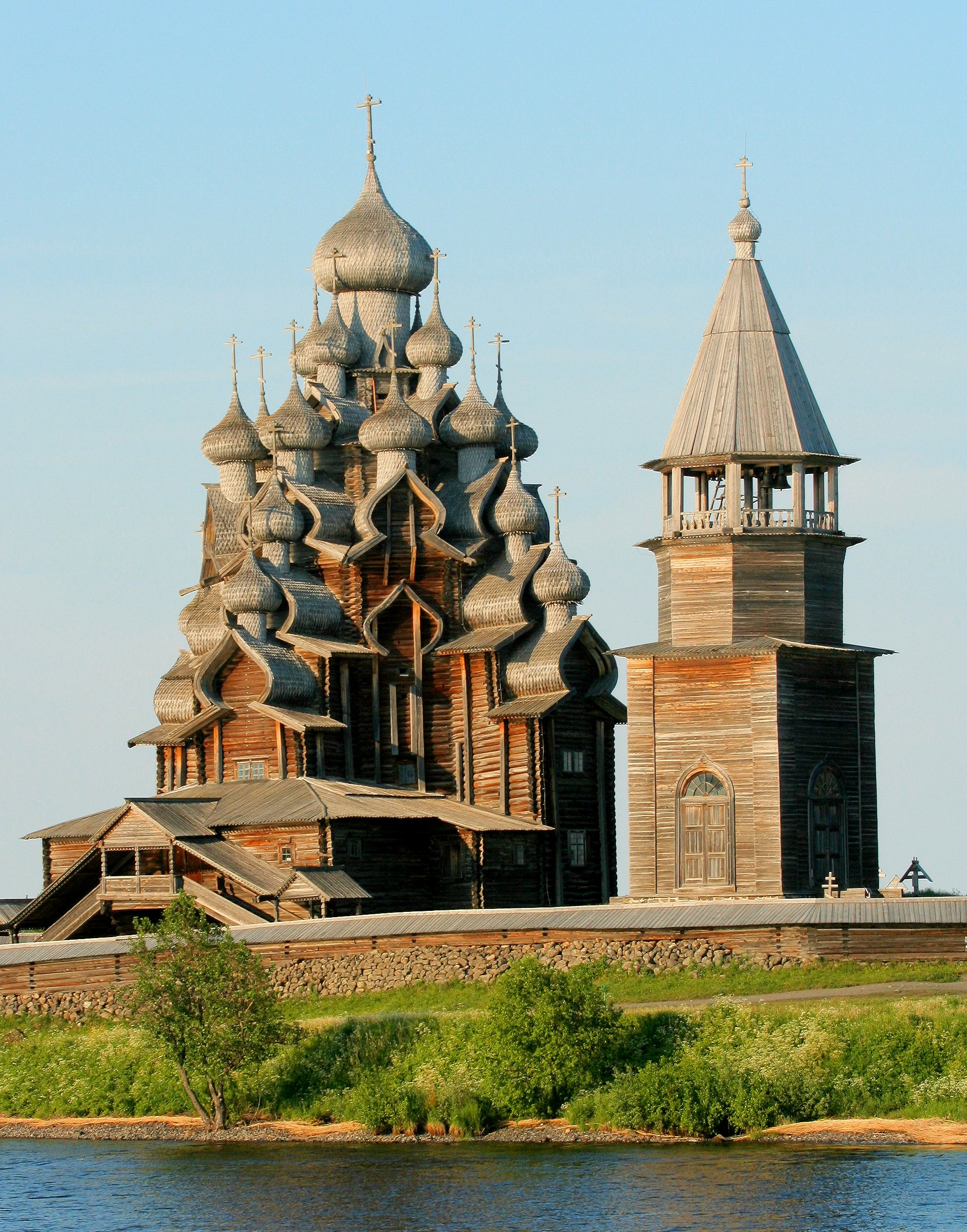
러시아 키지섬의 교회는 통나무집 기법으로 나무만을 사용해 건축한 건물로서 유네스코 세계유산으로 지정되었다.

600년에서 1100년 사이의 기간에 지어진 로마네스크의 건물은 지붕의 모든 부분을 나무로 만들거나 석조 궁륭 위에 나무로 지붕을 만들었다. 그 궁륭, 버팀도리, 높이 솟은 고딕 아치와 같은 건축의 고딕 양식은 12세기에 개발되었고, 이후의 세기에 등장한 건축적으로 대담하고 더욱 혁신적인 업적은 돌을 사용하여 이루어졌다. 얇은 석조 궁륭과 높이 솟은 건물은 시행착오에서 유래한 규칙을 통해 건설되었다. 실패는 잦았고, 특히 크로싱 타워와 같은 어려운 분야에서 빈발했다.
항타기는 1500년 경에 발명되었다.

### 성과
중세시대의 방어시설과 성의 규모는 주목할만했지만, 이 시기의 독보적인 건물은 석조 궁륭과 유리벽이 있는 고딕 양식의 대성당이었다. 훌륭한 예시는, 보베 대성당, 샤르트르 대성당, 킹스 칼리지 예배당과 노트르담 대성당이 있다.

## 르네상스
이탈리아의 르네상스 시기에, 인쇄술과 종교개혁은 건축의 특성을 바꾸었다. 비트루비우스의 재발견은 강력한 영향을 미쳤다. 중세 시기에 건물은 이를 짓는 사람들에 의해 설계되었다. 숙련된 석공들과 목수들은 그들의 기술을 말을 통해서 전달했고, 건물의 요소의 크기를 결정하기 위해 경험, 모형, 경험법칙에 의존했다. 그러나 비트루비우스는 그가 반드시 예술과 과학에 능숙해야 한다고 말한 완벽한 건축가를 위한 교육의 세부사항을 묘사했다. 필리포 브루넬레스키는 최초의 새로운 스타일의 건축가 중 한 명이었다. 그는 처음에는 금세공인이었고 유해를 연구하여 로마 건축을 독학했다. 그는 플로렌스의 피렌체 대성당의 돔을 설계한 공학자가 되었다.

### 재료
이 시기의 주요한 혁신은 전환의 기술과 함께 이루어졌다. 서유럽의 대부분의 물레방아는 줄기를 자르고 나무를 널판지로 가공하는 데 사용되었다. 아득하게 많은 양의 벽돌이 사용되었다. 이탈리아에서 벽돌제작자들은 가마가 대부분 화재의 위험과 땔감, 벽돌의 재료를 손쉽게 얻을 수 있다는 점 때문에 시골 지역에 위치하였음에도 길드를 조직하였다. 벽돌제작자들은 기본적으로 벽돌을 대가로 보수를 받았고, 이것들을 지나치게 작게 만들어 이득을 얻을 수 있었다. 그리하여 벽돌의 최소 크기에 대한 규정이 내려졌고 마을들은 벽돌이 이를 준수하는지에 대해 점검했다. 철이 지붕 목조작업에 적용할 띠쇠와 인장부재에 점점 많이 사용되었다. 강철은 폴락 볼트를 사용해 고정되었다. 나사산이 새겨진 볼트와 너트를 제작할 수 있었고 당시에 시계에 쓰였지만, 이것들은 노동집약적인 면이 있어서 큰 구조물에 사용되지 않았다. 지붕 작업은 보통 구운 진흙 기와를 사용했다. 이탈리아에서는 로마의 전통을 따랐다. 북유럽에서는 평평한 타일이 사용되었다. 돌은 이용가능한 곳에서 품격 있는 건물에 사용되기도 하였다.

### 설계
르네상스의 건축의 발상의 재탄생은 건축 설계의 특성을 급격하게 바꾸었다. 르네상스는 건축의 고전적 양식을 재도입했다. 레온 바티스타 알베르티의 건축에 대한 논문은 이 주제를 새로운 단계로 끌어올려, 건축을 귀족들에 의해 연구될 가치가 있는 무언가로 정의했다. 이전에는 건축은 단지 장인에게나 어울리는 기술적인 예술일 뿐으로 여겨졌다. 건축과 더 중요하게는 건축가의 상태의 결과적인 변화는 설계의 과정의 변화를 이해하는 데 핵심이 된다. 르네상스의 건축가는 대개 건설 기술에 대해 거의 알지 못하지만 고전적인 설계의 규칙에 대해서는 빠삭한 예술가(화가나 조각가)였다. 이것이 이탈리아 단어로 그리기drawing를 의미하는 설계design의 과정이라고 불리는 것이다. 때때로 건축가가 특히 어려운 기술적인 문제에 개입하게 되지만 건축의 기술적인 측면은 주로 장인들에게 맡겨졌다. 이러한 건물이 설계되는 방식의 변화는 문제에 접근하는 방식의 근본적인 변화를 초래했다. 중세의 장인들은 기술적인 해결책을 염두에 두고 문제에 접근하는 경향이 있었는데, 르네상스의 건축가들은 결과물이 어떻게 보일 필요가 있는지에 대한 발상과 함께 시작한 다음 그것을 작업하기 위한 방식을 탐구했다. 이것은 공학의 엄청난 발전으로 이어졌다.

### 노동자

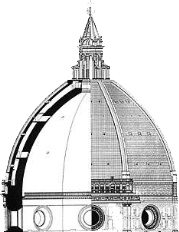
피렌체 대성당의 돔은 이중 구조로 되어있다.

16세기의 건설 기술을 묘사하는 대 피테르 브뤼헐의 '바벨탑'

르네상스 시대의 노동자는 중세 시대와 크게 다를 게 없었다. 건물은 고용된 노동자들에 의해 건설되었다. 비숙련 작업은 일당 노동자들이 맡았다. 숙련된 장인들은 도제 관계를 수료하거나 그들의 부모에게서 기술을 배웠다. 장인들은 어떤 지역(보통 마을 장벽 안쪽)의 특정한 직업을 독점하는 길드의 구성원들을 위해 건축 규정의 한정된 양식을 제공하는 길드에 소속되었다. 마을은 보통 현대적인 기준으로는 굉장히 작았고 소수의 부유한 귀족이나 상인들의 거주지나 성당과 교회에 의해 지배당했다.

### 기술적인 진보
고전 건축으로의 복귀에 대한 소망은 르네상스 건축에 문제를 만들어냈다. 건설자들은 콘크리트를 사용하지 않아서 궁륭과 돔은 벽돌이나 암석으로 모사되어야 했다. 제일 대단한 기술적인 업적은 명백하게 이 시기에 있었다. 첫 주요한 돌파구는 브루넬레스키의 피렌체 대성당의 돔에 대한 계획이었다. 브루넬레스키는 거푸집 공사 없이 거대한 돔을 짓는 방식을 창안해냈고, 대신 벽돌의 배치를 통해 돔의 형태를 유지하는 방식을 사용했다. 돔의 건설을 연구하기 위해 돔을 분리하는 것은 파손을 감수하지 않고서는 불가능하기 때문에, 돔이 건설된 정확한 방식은 오늘날까지 여전히 논의의 대상으로 남아있다. 돔은 이중 구조이며, 늑재를 통해 이어져 있고, 후프응력을 견디기 위해 일정한 간격으로 돌과 나무로 만든 체인을 둘러두었다.
브루네레스키의 돔은 1446년에 등의 기초까지 완공되었다. 이후에 성 베드로 대성당의 돔에 의해 크기가 추월당한다.

## 17세기
17세기는 그 세기에 지어질 건물의 건설에 중대한 영향을 미친 현대 과학의 태동을 목격했다. 세기 말에 건축공학자들이 그들의 건물의 형태를 알아내기 위해 실험과학을 사용하기 시작했을 때 주요한 혁신이 생겨났지만, 공학 이론은 18세기까지 그러한 규모의 구조물을 계산할 수 있을 정도로 충분히 개발되지 못했다. 17세기의 구조물은 경험과 축소 모형의 사용에 크게 의존했다.

### 재료와 도구
이 시기의 주요한 혁신은 유리의 생산인데, 최초의 판유리 주형은 프랑스에서 개발되었다. 강철은 구조물에 점점 많이 쓰이게 되었다. 크리스토퍼 렌은 햄프턴코트궁의  floor beams를 지지하기 위해 iron hanger을 사용했고, 솔즈베리 대성당을 고치고 세인트 폴 대성당의 돔을 강화하기 위해 iron rod를 사용했다. 대부분의 건물은 마름돌로 돌무더기벽의 표면을 만들었고, 라임 모르타르로 사이를 접착했다. 수경 모르타르를 만들기 위해 석회에 다른 물질을 섞는 실험이 이루어졌지만, 여전히 로마 콘크리트에 비하면 별 이점이 없었다. 영국, 프랑스와 네덜란드에서는 세밀하고 화려한 전면을 만들기 위해 잘라지고 측정된 벽돌을 사용했다. 삼각형 지붕틀은 영국에 소개되었고 인디고 존스와 크리스토퍼 렌에 의해 사용되었다.
많은 도구들이 근현대적 기술로 인해 구식이 되었지만, 배수척, 다림줄, 직각자, 기포관수준기, 컴퍼스는 여전히 일반적으로 쓰인다.

### 방법
실험과학의 탄생에도 불구하고, 이 시기의 건설의 방법은 거의 중세시대에 머물러 있었다. 지난 세기에 사용된 것과 같은 종류의 기중기가 여전히 쓰였다. Flying scaffold는 영국의 세인트 폴 대성당과 로마의 성 베드로 대성당의 돔에 사용되었지만, 한 편으로 수 세기 동안 사용되어온 동일한 종류의 목제 비계가 여전히 사용되었다. 기중기와 비계는 나무로 만들어졌다. 복잡한 도르래 체계는 상대적으로 큰 길이 들어올려질 수 있도록 했고, 긴 경사로가 건물의 상부까지 짐을 옮기기 위해 사용되었다.

## 18세기
18세기는 17세기 후반부터 탄생한 많은 발상의 발전을 목도했다. 건축가와 공학자는 점점 전문화되었다. 실험과학과 수학적인 방법은 점차 세련되었고 건물을 짓는 데 사용되었다. 이 시기에 일어난 산업 혁명으로 인해 도시의 규모가 증대되었고 건설의 속도와 양이 증가하였다.
이 시기의 주요한 혁신은 철의 사용(주조와 단조의 두 방식으로)이다. 철기둥은 렌의 일반적인 주택을 위한 설계에 사용되어왔으며 런던의 몇몇의 18세기의 교회에 사용되었지만, 이것들은 회랑만을 지탱했다. 18세기의 후반기에 철 생산의 비용의 감소는 철 공학의 주요한 부분들의 건설을 가능하게 했다. 콜브룩데일의 철교(1779)는 특히 주목할만한 예시다. 거대한 규모의 방앗간의 건설은 화재 방지 대책을 필요로 했으며 주조한 철은 기둥과 보에 점점 흔하게 사용되었다. 파리의 루브르는 wrought-iron roof의 초기의 예시를 자랑했다. 강철은 도구의 생산에 사용되었지만 건물에 사용할 만큼 충분한 양을 만들 수는 없었다.
벽돌 생산은 이 기간 동안 주목할 만한 상승세를 보였다. 유럽의 많은 건물들이 벽돌로 건설되었지만, 흔히 석회 반죽이 발라졌고, 때로는 돌처럼 보이도록 형태를 만들었다. 벽돌 생산 자체는 크게 바뀌지 않았다. 벽돌은 수 세기 동안 그랬듯이 손으로 빚어졌고 가마 안에서 구워졌다. 테라코타 기법으로 만들어진 코우드 인조석은 영국에서 사용되었다.

## 19세기: 산업 혁명
산업혁명 시기에 철도, 운하, 쇄석도와 같은 새로운 교통 기반 시설이 등장하였다. 이것들은 막대한 투자를 필요로 했다. 증기기관, 전동공구, 폭발물, 광학적 측량법을 포함하는 새로운 건설 장비도 개발되었다. 증기기관은 19세기에 꽃을 피운 다른 두 개의 기술들을 포함했다. 회전 톱과 평못발사기는 balloon framing의 보급과 전통적인 목재 축조의 쇠퇴를 이끌었다.
강철은 19세기 중반부터 대량으로 생산되면서 I형강과 철근 콘크리트의 형태로 사용되었다. 판유리도 대량생산에 돌입했고, 사치가 아니라 모든 사람들이 향유할 수 있는 것으로 바뀌었다.
배관이 등장했고, 식수와 하수처리가 보급되었다.
건축 법규는 19세기부터 특히 화재안전을 중점적으로 고려하여 적용되었다.

## 20세기

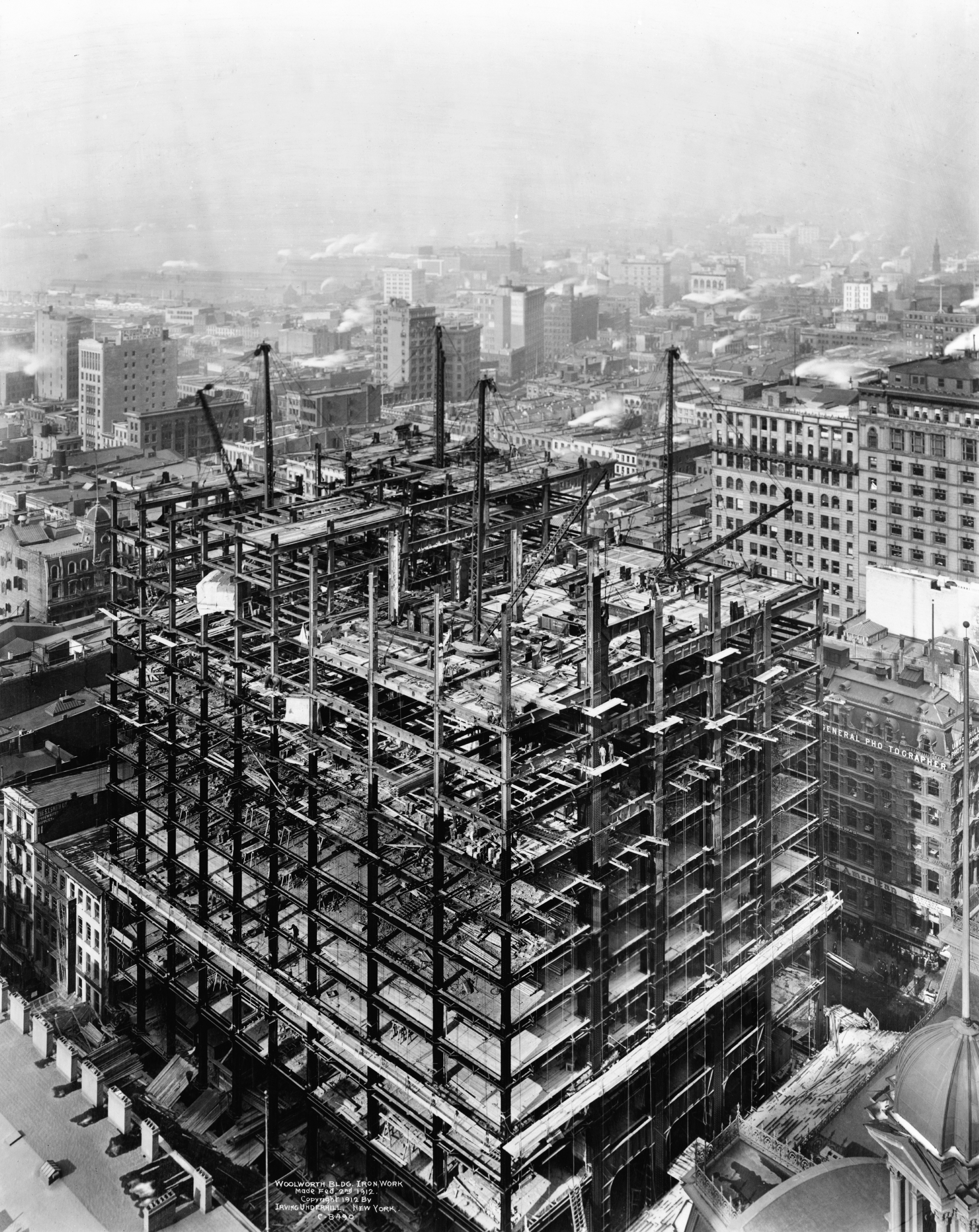
1912년에 건설 중인 울워스 빌딩

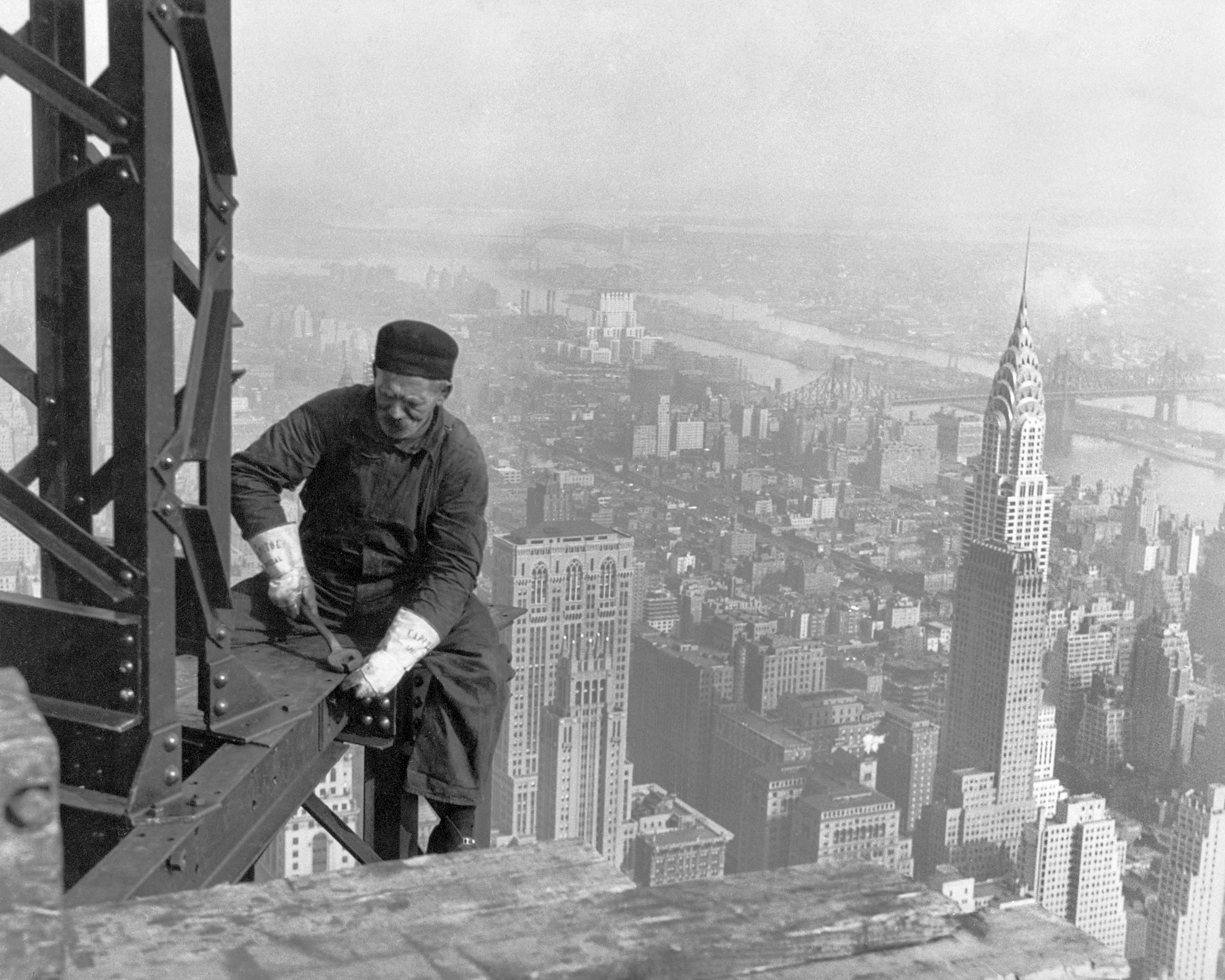
엠파이어 스테이트 빌딩의 구조 건설 노동자. 이 남자와 같은 노동자들은 흔히 '노인네(Old timer)'라 불렸는데, 이 시기에는 건물 구조 위에서 일하는 대부분의 남자들이 중년이었기 때문이다.

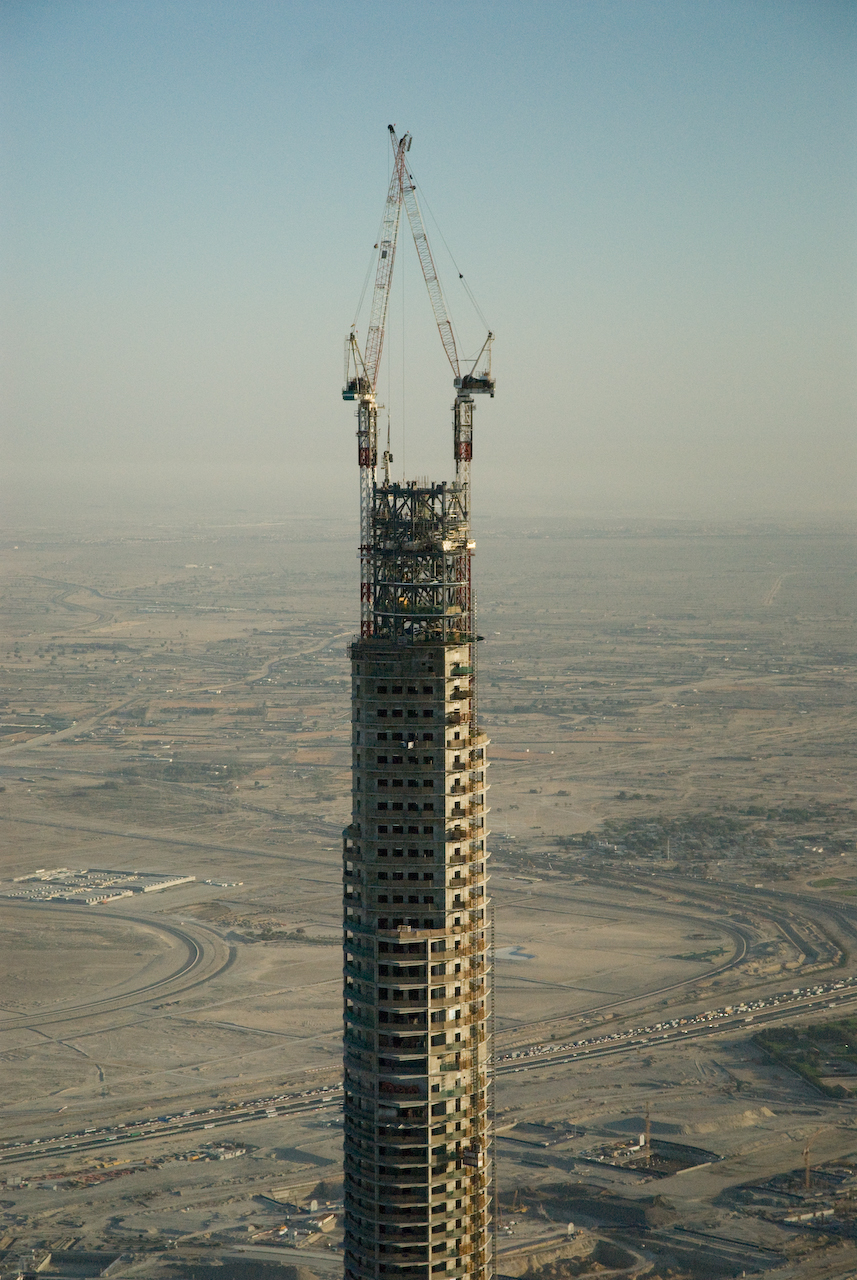
세계에서 제일 높은 건물인 부르즈 칼리파는 2010년에 완공되었다.

20세기 초기의 2차 산업혁명과 함께, 엘레베이터와 기중기는 고층 건물과 마천루의 건축을 가능하게 했고, 중장비와 전동 공구는 필요한 노동력을 줄였다. 조립주택과 CAD 기술도 이 때 발생했다.
노동조합들이 건설 노동자의 이익을 보호하기 위해 생겨났다. 안전모와 귀마개같은 개인보호장비도 도입되었다.
20세기부터, 공공 건설 프로젝트가 특히 대공황 시기에(뉴딜 참고) 거시경제 증진 정책의 일환으로 사용되었다. 규모의 경제를 고려하여 기반 시설을 포함해 교외, 마을, 도시 전체가 동일한 프로젝트 하에 계획되고 건설되었다. 미국에서는 만일 이 비용이 십억 달러를 초과하면 메가프로젝트라고 불렀으며 브라질의 브라질리아, 스웨덴의 Million Programme이 다른 예시이다.
20세기 말에는 생태학, 에너지 절약, 지속 가능한 발전이 건설의 중요한 문제가 되었다.

## 분과학문
건설의 역사에 관한 분과학문은 설립되지 않았지만, 구조공학자, 고고학자, 건축학자, 기술역사학자와 건축역사학자 등 이 영역에서 일하고 있는 연구자들과 교수들은 점점 늘어나고 있다. 이 주제가 르네상스 시기부터 연구되어왔고 19세기에 수많은 중요한 연구들이 있었지만, 이것은 20세기 중반에 유행에서 크게 벗어났다. 지난 30년 동안 이 분야는 급격하게 주목 받았는데, 이는 점점 중요하게 여겨진 건물의 보전에 필수적이기 때문이었다.

### 초기 연구자
남아있는 역사적인 건설 기술에 대해 자세히 다룬 책 중 제일 오래된 것은 로마 작가 비트루비우스의 논문이지만, 그의 접근은 체계적이지도 학문적이지도 않았다. 르네상스 시기에 바사리는 필리포 브루넬레스키의 로마 건설 기술 연구에의 흥미를 언급했지만, 그가 이 주제에 대해 무언가를 썼을지라도 그것은 남아있지 않다. 17세기에 루스코니의 레온 바티스타 알베르티의 논문의 그의 판본을 위한 삽화는 로마의 장벽 건설을 정확히 보여주지만 유물에 대한 관심은 주로 유물의 비율과 세부를 이해하는 데 집중되어 있었고 당시의 건축가들은 당시의 기술을 사용해 건설하는 데 안주했다. 조반니 바티스타 피라네시의 발굴과 같은 초기의 고고학적 연구와 지형학적 작업들이 로마의 건설을 보여주었지만, 그들은 명쾌하게 분석적이지 않았고 그들이 보여준 것의 상당 부분은 지어낸 것이었다.

### 19세기의 연구
19세기에 강의자들은 이전에 사용되었던 건설 기술의 모습을 그들의 강의에 첨부하는 경향이 급격히 늘어났고, 이러한 종류의 그림들은 롱들레의 것과 같은 건축 서적에 급격하게 많이 사용되었다. 하지만 제일 대단한 진보는 고딕 양식 건물을 이해하고, 기록하고, 분석하려 시도한 영국과 프랑스, 나중에는 추가적으로 독일의 건축가들에 의해 이루어졌다. 이러한 저서들의 전형은 영국의 로버트 윌리스, 프랑스의 외젠 비올레르뒤크, 독일의 Ungewitter의 저서이다. 하지만 이것들 중 아무것도 건설의 역사가 건축의 역사의 주제로의 새로운 접근 방식을 제시한다고 제안하려 하지 않았다.  August Choisy는 아마 이러한 연구에 진지하게 착수하려 시도한 최초의 저자였을 것이다.

### 20세기 초반의 연구
산티아고 후에르타는 새로운 재료의 사용을 강조한 모더니즘이 19세기와 20세기 초반의 지난 수십 년간에 성장해온 건축의 역사에 대한 흥미를 갑작스럽게 끝냈다고 제안했다. 철근콘크리트 건축의 도래와 함께, 이러한 연구의 주된 청중인 건축가는 더 이상 갑자기 쓸모가 없어진 전통적인 건설을 이해하는 일에 흥미가 없어졌다. 그래서 1920년과 1950년 사이에는 거의 아무것도 출판되지 않았다. 1950년대에 고고학의 로마 건축에 대한 연구와 함께 흥미가 다시 생겨났지만, 건설의 역사는 1980년대까지 독립된 분야로서 나타나지 못했다.

### 20세기 후반
20세기 후반부터 철근건설 자체가 역사적인 조사의 대상이 되었다. Construction History Society는 1982년에 영국에서 설립되었다. 그것은 건축을 다루는 국제적인 학술지만을 매년마다 제작했다. 건축의 역사에서 최초의 국제 협의회는 2003년에 마드리드에서 개최되었다. 2006년에 영국 케임브리지의 퀸스 칼리지에서 개최된 두 번째 국제 협의회가 뒤를 이었고 세 번째는 2009년에 코트부스에서, 네 번째는 2012년 7월에 파리에서 개최되었다.

## 같이 보기
- 건축의 역사
- 구조공학의 역사
- 급수와 정수의 역사
- 건축역사학회
- 건축의 연대기